# 王者天下角色列表
下表列出《王者天下》中漫畫及動畫的登場人物。

## 主要角色
※聲優主要為電視動畫版。
李信
配音：森田成一、福井美樹〈幼少期〉/ 鈴木千尋（VOMIC）/ 吉村和紘（VOMIC++）/ 阿部敦（遊戲）（日本）；梁興昌、雷碧文〈幼少期〉（台灣）；简怀甄（香港）
秦國步兵→百人將→三百人將→千人將→三千人將→四千人將→五千人將→將軍，飛信隊的隊長。
本作主人公，故事開頭揭露全名為李信，但故事僅被以"信"稱呼，直到641話才被正名為李信。被村長帶回村子作奴隸工作的少年。有著比成年人還強的臂力，但腦筋很差，也分不出中性打扮的人的性別（楊端和、貂、羌瘣）。希望成為大將軍翻身。
與漂一起長大、練劍，常和漂做許多各類型的訓練，因而有許多意外的表現。
幫助嬴政平定叛亂後，在昌文君的賞賜下擁有自己的家（小屋）。在蛇甘平原戰役中一戰成名，並升為百人將。
為了成為名留青史的大將軍，向王騎拜師，被王騎帶到秦國境內「無國籍地帶」中實力最弱的南巴族，並且被王騎要求「『平定』這片土地」作為評鑑是否有潛力。
馬陽之戰時，所率領的百人部隊被王騎命名為「飛信隊」，戰後又因其他戰功升為三百將。
在山陽之戰中，蒙骜以千人將的身份與他訂下約定「取下三個千人將或者一個將軍首級否則降為伍長」，結果與魏中軍主帥的輪虎的三次遭遇戰鬥，終於成功取下首級，因而被列為該場戰役的第三有功者，之後正式成為千人將，且騎術變得更加精進。
函谷關大戰時，被編入麃公軍。在萬極軍追擊麃公軍時迅速察覺到其目的而回援，被麃公看重並認為本能性武將的本質正在覺醒。
決戰時大膽提出「以麃公本隊為誘餌，自己奇襲慶舍本隊」的作戰。
麃公發現合縱軍從南道進軍的行動後，信也跟著麃公前去阻擊。後來麃公被龐煖打倒，與壁率領殘軍到蕞城與政會合。
最後在蕞城與龐煖對決時刺傷了龐煖。
函谷關大戰結束後晉升為三千將。
兩年後晉升為四千將，並且已經能夠使用長矛。
前往屯留支援壁，並且被政賦予「營救成蟜」的任務。
攻打著雍時因河了貂被俘而相當急躁，但因羌瘣俘虜魏軍軍師荀早而決定要求交換俘虜。面對我呂懷疑動機時以「視河了貂為唯一的家人、妹妹」這句話說服我呂。
於攻打著雍的第三日以自身為餌吸引凱孟軍令羌瘣可率領騎兵隊突破防線至魏軍本營，其後在被凱孟軍圍攻之際為隆國軍的增援下得救，並對凱孟指出王騎等人並不是逃避與凱孟戰鬥，而是沒有把凱孟當作對手。
解困後前往魏軍本陣時注意到突圍逃離本陣的吳鳳明，成功追截後因吳鳳明出賣靈凰而誤把靈凰當作吳鳳明而一刀將其斬殺。
現為五千將，在黑羊一戰時成功斬殺慶舍，為此戰最大功。得知桓騎屠殺周遭村落後與桓騎軍起衝突。
於始皇十一年，攻打鄴城一戰，信重新拿起王騎的長矛。一開始使用王騎的長矛還不習慣其重量，直到朱海平原之戰第九日對上岳嬰時，才揮動自如的一刀斃命斬殺岳嬰。
朱海平原之戰第十三日晚，成為秦軍右翼大將，並於十四日和趙峩龍軍發生激戰。
率軍深入敵陣中斬殺趙將徐林，但也受重傷，被羌瘣拯救，並依照羌瘣的計策，和敵軍奮戰中。
朱海平原之戰第十四日，和趙峩龍發生戰鬥，透過編織著所有人的回憶重創並且斬殺趙峩龍，之後率軍與亞光軍夾擊馬南慈，為秦軍右翼奠定了勝利。
朱海平原之戰第十五日，在羌瘣被龐煖打的慘不忍睹時一把抱住被龐煖擲出的羌瘣，並著手與龐煖進行戰鬥，並且靠著聚集與自己有關同伴的回憶，斬殺武神龐煖。
斬殺龐煖後自己生命也耗盡而踏入鬼門關，被羌瘣施展禁術，消耗自己的生命讓信起死回生。
漫畫第六百四十一話中嬴政想要讓立志當上將軍後的信冠上姓氏，但沒認識多少字的信還不知道想要怎樣的姓氏，後得知以前漂曾經冠上李的姓氏，就決定自己的全名就叫做李信。
2020年YJ26號發布的兩百六名角色；總計十六萬多人氣投票結果中，以12620票獲得第3名。
李信因於鄴之戰打敗岳嬰、趙峩龍、龐煖等將軍，在典禮上與王賁、蒙恬一起，三人正式成為「將軍」。
影丘之戰第七天，去支援王賁，並斬殺趙國總將扈輒三公裡的岳白公，僅憑一天就攻下影丘。
攻平陽城時為防止桓騎軍的屠殺而與其行動。
閼與之戰中斬殺趙將龍布。
宜安之戰在秦軍中計的情況下果斷的帶領飛信隊去支援樂華軍，與青歌軍對持。
肥下之戰與樂華軍共同阻擋青歌軍和宜安軍的行程，桓騎被殺後敗走回到咸陽與騰和錄鳴末一起擔任使者護衛前往韓國，在韓國王都新鄭偶遇韓非子，被其問到人的本質是＂善＂還是＂惡＂。否定了兩個答案告訴韓非子人的本質是＂火＂成功說服他去秦國。
尾平大婚上告知羌瘣天下太平就結婚。
嬴政
配音：福山潤、金田晶〈幼少期〉 / 朴璐美（VOMIC、遊戲）（日本）；何志威（台灣）；張振熙（香港）
秦國大王，剛繼任一年的少年。
因為父親在趙國當人質，而出生在剛發生長平之戰後的趙，直到昭王死後（9年後），才回到秦國。
知道弟弟成蟜意圖叛亂，在昌文君的安排下離宮。與漂的樣貌相似，但氣質明顯不同。後在李信與山之民的幫助下平定叛亂、奪回王位。
目標是統一諸國並消除國與國之間的敵對和紛爭。被王騎認為是與昭王（追求夢想）相似但又更勝過昭王（已經確實抓住夢想）。
與宮女小向在晚上多談天，並讓小向懷孕。
向楊端和發出請求支援後，與昌文君從咸陽率兵前去蕞城，並集結全城的人民共同對抗合縱軍，但在戰鬥期間被趙軍士兵刺傷。
因趙軍攻打屯留而派王弟成蟜前往救援，但對於趙軍僅動用二萬人而感到有些不對勁。
得知屯留的異變後，認為成蟜被算計，打算讓李信前往屯留。
2020年YJ26號發布的兩百六名角色；總計十六萬多人氣投票結果中，以5928票獲得第8名。
親政時知道叛亂軍攻臨咸陽，派飛信隊前去圍剿，薪年宮成功說倒相國呂不韋，戰後免除呂不韋的相國職位並流放到河南，將母親趙姬軟禁。
齊趙來朝之際，與齊王建交談，認為統一中原需要「法」，與李牧對持時拒絕其提議的七國同盟，後秦國與趙國開始了大規模的戰爭。
鄴之戰後的第三年復興六大將軍制度，因還未找到合適的人士，將第六席暫時空席。
影丘之戰後因得知六大將軍的桓騎屠殺10萬降軍，帶著王軍親自來到前線與桓騎對持，後以摩倫的解釋和打了勝仗將其釋放。
漂
配音：福山潤、金田晶〈幼少期〉/ 齋賀光希（VOMIC）（日本）；何志威、劉凱寧〈幼少期〉（台灣）；張振熙（香港）
李信的總角之交，各方面都優於李信，但自稱不如李信。和李信一樣，想成為將軍翻身。
因樣貌與新任大王相似，而被昌文君相中帶進宮，在王弟叛亂中作為王的替身，回到故鄉託付信後事之後，便重傷離世。
王騎對漂的評價是有王者的器量。
2020年YJ26號發布的兩百六名角色；總計十六萬多人氣投票結果中，以1405票獲得第22名。
在政的回憶中得知漂在接見政的時候，政要為他取姓，因難以回答而尋找靈感，後得知政吃的是李子便命姓為「李」。後被信採用。
河了貂
配音：釘宮理惠 / 小林由美子（VOMIC、遊戲）（日本）；劉凱寧（台灣）；黎皓宜（香港）
秦國飛信隊的軍師。
黑卑村的住民，極西之地的山地住民「梟鳴」末裔，但因與楊端和的山地爭霸戰落敗，與族人被驅趕到此。
穿著怪異，做黑卑村村民的哨兵，替他們看有無人經過。在知道嬴政身份後，主動提以報酬為他們帶路。
平定成蟜叛亂時受傷暈倒後被壁治療，然後被壁發現是女兒身，但她要求壁不可以說出去。
暗殺秦王事件之後，認為自己不該成為信的負擔，在羌瘣的建議之下到昌平君所建立的軍師學校中修練成為軍師。
在日後信成為千人將後的飛信隊旗下軍師，同時被隊上發現為女兒身。一開始信還不相信這件事，但後來還是發現了。
喜歡李信。在函谷關大戰時，因為麃公的突然一擊而意外與信接吻。
與信一起前往阻擊合縱軍。後在蕞城攻防戰時因對攻上城牆的海音手下留情而差點成為俘虜。
與信一起前往屯留鎮壓叛亂。進城後確信成蟜被算計，趕緊通知信和壁救人。
攻打著雍時被魏軍俘虜，後因信要求交換俘虜而得以回到飛信隊。
於攻打著雍的第三日以信為餌吸引凱孟軍，並在事前向隆國請求援軍，最後終於把凱孟逼退。
朱海平原之戰第十四日，在得知信斬殺趙峩龍後，立刻向右翼戰場發佈訊息，並率本陣人馬和副隊長渆支援玉鳳隊。
2020年YJ26號發布的兩百六名角色；總計十六萬多人氣投票結果中，以4303票獲得第12名。
羌瘣
配音：日笠陽子 / 澤城美雪（遊戲）（日本）；雷碧文（台灣）；王綺婷（香港）
秦國步兵→百人將→千人將→三千人將→五千人將→將軍，飛信隊的副隊長，傳說的刺客一族「蚩尤」末裔。羌族少女，外表優異，在貂喊放飯時會瞬移至貂的面前，十足十的吃貨。經常使用巫舞突破極限。
在蛇甘平原戰役中加入澤圭一伍，並在戰役中因她的計策而使秦軍得以擊破魏軍的戰車隊。
飛信隊成軍後被信指名擔任副隊長。到山陽之戰為止所有戰術都是由她策劃的。
暗殺秦王事件中，以一己之力打倒參與刺殺行動的刺客集團「赫力」。
暗殺秦王事件之後，河了貂跟李信、嬴政是唯一知道她是女兒身的人，而且嬴政發現她不是現任蚩尤。
在秦攻魏的廉頗的戰役中，守護李信的背後，同時為了讓李信專注於跟輪虎單挑，並獨自率領一支200人小部隊前去阻擋魏軍500人後援部隊，之後身負重傷。因為衣服被刮破所以被隊上發現是女兒身。但因信希望隊員能像以前對待她，隊員們都答應了。日後羌瘣出現於隊員面前時，在隊員眼中會自帶濾鏡閃光。
擊退廉頗大勝於魏時，離開部隊去尋找並殺死現任「蚩尤」幽連，為青梅竹馬的羌象報仇。
喜歡李信，說過要和他一起生小孩。
在趙國從羌明得到幽連情報並找到幽連。一度遭到幽連的重擊而倒地，但想起李信與飛信隊的眾人而再度站起來戰鬥，最後將幽連打倒。
為了不讓「儀式」再次舉行而拜託羌明把幽連的屍體藏起來，讓人以為幽連還活著。之後又拜託羌明替她向村子裡的婆婆報告報仇成功的事，並表明不會回村子。
回到飛信隊之後決定以「成為大將軍」為目標。兩年後晉升為千人將。
攻打著雍時因河了貂被俘、無法立即救回而在河了貂提示下俘虜魏軍軍師荀早，並藉此提出交換俘虜的方案。
於攻打著雍的第三日以信為餌吸引凱孟軍後率領騎兵隊突破防線至魏軍本營，注意到吳鳳明的近侍反應有異，隨後得悉本陣斬殺的吳鳳明是替身，而吳鳳明本人已逃離本陣。
攻下魏軍本陣後命令我呂在魏軍大本營生起狼煙，告知全軍大獲全勝。
率軍援救飛信隊和信，並一人孤身衝進人群，斬殺趙峨龍軍主力，引起徐肖的注意。
斬殺徐肖後繼續奮戰，在敵軍撤退後暫時陷入昏迷。
感受龐煖的到來是為了與信解決一切，誓言守護信卻被拒絕，答應會和信一起和眾人存活下去。
信斬殺龐煖後，為救生命耗盡的信而禁術進入精神世界，賭上自己的全部生命讓信起死回生，原會讓自己死亡，但被陣亡的松左和去亥救起，把她送回現實世界。
於回到現實世界前，被羌象告知她的壽命已經縮短並無法再使用此禁術，但因蚩尤族的呼吸法能讓人延名，而她本身壽命也比較長，因此只是縮短到和普通人壽命一樣。
在飛信隊成為「軍」後，能成為獨立於飛信隊外的五千人將，但選擇留在飛信隊，使飛信隊比玉鳳隊、樂華隊多五千名士兵。
2020年YJ26號發布的兩百六名角色；總計十六萬多人氣投票結果中，以17312票獲得第1名。
在尾平的大婚上被信告知天下太平就結婚。

## 秦國

### 嬴政勢力
昌文君
配音：仲野裕 / 秋元羊介（VOMIC） / 玄田哲章（遊戲）（日本）；吳文民（台灣）；梁皓翔（香港）
嬴政的心腹兼教師，原為武官，後轉為文官。在呂不韋升為相國後，成為左丞相。
躲避王弟叛亂的策劃者，因見到漂的樣貌與嬴政相似而把他帶進宮中。
與王騎為多年同袍，後擔任摎的副官。知道摎的身份。
政從趙國逃回秦國時負責接應的軍隊首領。
與政一同前往蕞城支援，並擔任蕞城西壁的指揮官。
2020年YJ26號發布的兩百六名角色；總計十六萬多人氣投票結果中，以1795票獲得第20名。
壁
配音：遊佐浩二 / 小西克幸（遊戲）（日本）；孫誠（台灣）；袁德基（香港）
昌文君的副官。知道漂身為替身的事情。平定叛亂後以千人將的身分參與許多戰事。
在山陽之戰中，被王翦臨時授與五千名士兵的指揮權及五千將的身份。
在函谷關決戰前正式成為三千將，並被編入蒙武屬軍。
與信一同前往南道阻擊合縱軍，之後與信率領殘軍到蕞城。後擔任蕞城東壁的指揮官。
在屯留叛亂事件中擔任討伐軍大將，並在該戰役中擊殺敵將龍羽。
2020年YJ26號發布的兩百六名角色；總計十六萬多人氣投票結果中，以744票獲得第33名。
宜安之戰兵敗後逃回赤麗，卻因為被下毒導致駐守在赤麗的秦兵全死光。和存活的秦兵被帶走到番吾當苦力，正在等待秦兵的救援。
秦昭王
配音：金尾哲夫（日本）；黃志明（香港）
有戰神之稱。嬴政的曾祖父。直到昭王死去，政才回到秦國。
眼神被王騎評為理想家，有著統一諸國的理想。
委託王騎，在自己死後，將治國方針傳給王騎認為合格的王者，但被王騎吐槽說可能永遠找不到。
姚賈
配音：宮內敦士（日本）
被昌文君派去趙國擔任諜報人員。發現趙國宰相郭開和呂不韋暗中有勾結，打算通知昌文君。
肥下之戰期間上司已成為李斯，在得知李牧被封為「武安君」後回到秦國通知李斯。
因為自己的勸言導致李斯的同門之友韓非子自殺，因後者在生前告知李斯自己早已是多國間諜。之後以失去自己將會導致無法統一中原向李斯施壓爾被釋放。

### 前六大將軍
王騎
配音：小山力也 / 中田讓治（遊戲）（日本）；孫誠（台灣）；蘇裕邦（香港）
秦國六大將軍最後一人，六大將軍之一摎的未婚夫，死前也是王氏家族的家主。以神出鬼沒的進入戰場的戰法，而有『秦國的怪鳥』之稱。
原是昌文君的晚輩，但迅速升官。在長平之戰中擔任副官，斬殺想突圍的趙括。
在王弟叛亂時，為了自己目的行動，不偏向王或王弟任何一派。
前往馬陽救援之前，將秦昭王臨終前留下的口信轉告給政。
馬陽之戰中，領命抵抗趙軍入侵，與宿命對手龐煖對戰中，但因魏加的冷箭，而受到龐煖致命的一擊，撤退途中身亡。
死前將軍隊全權交由騰率領，要求手下不可追隨他而去，並將長矛交給信。
2020年YJ26號發布的兩百六名角色；總計十六萬多人氣投票結果中，以14020票獲得第2名。
白起
秦國六大將軍之首，最大勝績是長平之戰。
奉行必勝戰法，能隨時隨地的建起一座城。被廉頗視為最無聊卻也是最強的對手。
最後下場是被賜命自盡。
摎（嬴摎）
配音：高梁碧（日本）；顧詠雪（香港）
秦國六大將軍之一，以猛烈攻勢到剿滅敵人於一兵一卒的戰法及容貌不明聞名，被廉頗認為是打起來最為痛快的對手。
以幼年時與王騎做的「如果摎拿下百座城成為天下第一大將軍時娶摎為妻」之約目標努力，但實際上早已被王騎認定是未婚妻。
贏姓，秦昭王與低微武人身分宮女的私生女，但被宮女轉托給王騎，而被王騎宣稱是僕人之女。在初次受到昭王接見時，發現真實身份，因而戴上面具隱藏身份。
在攻打馬陽（第一百座城）之際，與突然出現的龐煖一戰，在刺中龐煖的同時也被龐煖斬中腹部而身亡。事後王騎與昌文君決定隱瞞實情，對外宣稱摎是病死的，直到龐煖擔任趙軍總大將才曝光。
2020年YJ26號發布的兩百六名角色；總計十六萬多人氣投票結果中，以1811票獲得第19名。
王齕
秦國六大將軍之一。據汗明所說，他在一場未被紀錄的侵楚戰役中被己所傷。
司馬錯
秦國六大將軍之一。
告老還鄉，壽終正寢。
胡傷
秦國六大將軍之一。不同於其他六大將軍以武勇聞名，是唯一只運用戰略的將領，雖然六大將軍皆有獨自發動戰爭的權利，但實際戰略大多數皆是其手筆。
此外昌平君與王翦的兵法也是受其指導，甚至更認定還在昭王時期的王翦就以具備與六將並肩的戰略資質。

### 新六大將軍
什虎之戰後，贏政為加速一統天下的進程，重新恢復此制度，與昭王時期的六大將軍相同，每人皆擁有戰爭自由發揮的權利，同時會被賦予玄鳥的羽翼形狀的飾品作為其象徵。
蒙武
配音：楠大典、渡邊優里奈（幼年）（日本）；梁興昌（台灣）
原呂氏四柱之一，秦國六大將軍「第一將」。蒙驁之子，蒙恬、蒙毅之父。曾是齊國人。
因勇猛而被稱為「怪力無雙」的將軍，但同時也非純粹無智。看出蒙恬的發展性，而請父親別過度保護他。
雖為呂氏四柱，但似乎沒有和呂不韋有過多交集，長年在外征戰。於呂不韋政變失敗，贏政確立國家最高統治者地位後，順其自然地成為贏政手下。
原鄙視前六大將軍，但在馬陽之戰後，似乎有所改變。
函谷關大戰時，與騰軍一同抵抗楚軍。決戰時，單靠宣告自身最強便帶動士氣，並出兵攻打楚軍第三軍，挑戰汗明。打倒汗明後隨即給楚軍第三軍毀滅性的打擊。大戰後段，率軍追擊轉入齊境的合縱軍，戰後被點為大戰首功。
什虎之戰再次登場作為秦軍主帥率先帶領三萬兵力進攻什虎軍，卻遭到什虎城主滿羽一擊打落馬下，後雖起身應敵卻居於下風，交戰時被滿羽關於有一天自己心中的重要事物會背叛自己的言論所刺激，震怒之下反手將滿羽重擊下馬，但由於什虎軍的軍師壽胡王被俘使戰爭提前結束滿羽便自行撤退，離走前留下"希望下次見面時別被自己重要的事物所背叛"的言論。
什虎之戰後被任命為秦國六大將軍「第一將」。
騰
配音：加藤亮夫（日本）
原王騎軍的副官，秦國將軍→秦國大將軍→秦國六大將軍「第二將」。認為支持著王騎是他一生裡最了不起的事。
武藝高超，使用一般騎兵幾乎不用的劍戰鬥。也擁有異於常人智慧及洞察力，而被王騎託付私人部隊的指揮權。
在函谷關大戰與蒙武、麃公一同守備右邊山脈，負責與蒙武一同抵抗楚軍。
第一天的戰事中，為救援錄鳴未而與臨武君交戰，並擊殺了對方。第十五天，對上媧燐率領的楚軍第一軍與第二軍。
攻打著雍時採納王賁的方案。私下把著雍之戰當作是年輕武將的名號響徹中華的一戰。
攻下著雍後向全軍傳達昌平君戰前的指示「利用著雍的天然地形建立一個大要塞」。
什虎之戰後被任命為秦國六大將軍「第二將」。
肥下之戰後和錄鳴末帶著李信擔任秦國使者的守衛，準備去查探韓國王都的動向。
滅韓之戰時，由於秦國先前進攻趙國，不幸被連敗兩次，因此為了挽回兵力損失和資金，而與錄鳴末和飛信隊率領大軍，擔任總大將進攻韓國王都。為了不傷害韓國百姓不戰而勝，在英呈平原戰時，邀約韓國公主寧前來戰場請求，最終秦國僅花兩天由於進攻英呈平原和東砂平原戰場大勝，並且逼近韓國王都，而使韓王、公主投降。滅韓之戰後，為了安頓在韓國王都百姓而請求昌平君辭去六將一職，並推薦李信如果能戰勝李牧可獲得六將候補。
2020年YJ26號發布的兩百六名角色；總計十六萬多人氣投票結果中，以5959票獲得第7名。
王翦
配音：堀內賢雄（日本）
秦國將軍→秦國大將軍→秦國六大將軍「第三將」。
原為蒙驁軍的副帥，蒙驁死後獨立為一軍。
王氏本家的家主。文武雙全的奇才。曾表露出想當王的意圖，擁有王的格局，會在戰場招攬優秀的敵將臣服於他。
被王騎評為不下於六大將軍。與白起的戰法相似，只打會勝利的仗，百戰無一敗。但野心太大，而被廉頗批評為不配為將領。
函谷關大戰時獨立守備函谷關左邊山脈，重創並困住燕軍。隨後帶領部分士兵支援函谷關後方，避免函谷關因楚軍偷襲而失守。
蒙騖死後不久即攻下魏國的慶都，並趁此招降魏國將士以增加自軍的實力。
鄴之戰被任命為秦軍主帥。
什虎之戰後被任命為秦國六大將軍「第三將」。
宜安之戰後表示自己太小看李牧，再提議如果攻趙北部的話必須先攻下狼孟，再確認番吾的大軍。
番吾之戰中，由於被趙國三大天之一司馬尚襲擊軍隊，不幸敗退。此戰結束後，由於軍隊幾乎軍隊被覆滅，加上進攻連敗兩次趙國，因此被王都撤消六大將軍職位。
2020年YJ26號發布的兩百六名角色；總計十六萬多人氣投票結果中，以3055票獲得第14名。
楊端和
配音：園崎未惠（日本）；劉凱寧（台灣）；黃鳳兒（香港）
山之國的山大王兼秦國大將軍，有著高挑的身型的美女，戴著恐怖的面具。
為了血祭死於平地民的山之民族人，而命人帶嬴政上山，但在嬴政訴說理想和信的發言後，改變決定幫助嬴政。
本貌是秀麗的女人，但因為戴著面具而看不出來。
接受政的請求支援，在蕞城攻防戰的第七日出現並突襲合縱軍。
函谷關大戰結束後獲得「大上造」爵位。
嫪毐事件結束後，受昌平君的命令領軍攻陷魏國的衍式城。
到了攻鄴之戰，與王翦和桓騎一同出征，到達趙國國門列尾城以壓倒性的氣勢和飛信隊的協助下於短短半天便攻陷列尾。
進入趙國王都圈後被王翦分兵前去阻止公孫龍的九萬趙軍，並佔上風。
之後李牧調派來接管趙軍的舜水樹突然出現，並拖著山之民的屍體加以凌虐而震怒，不久趙軍主動撤退到遼陽城，為了確保對方的行動而決定率軍前往遼陽城，並遭遇了盤踞在當地的異民族犬戎。
遼陽之戰經歷一半糧草被燒毀的困境，便於第九日採取一日內斬殺犬戎三名要將:戈巴、布內恩、托亞庫的決策，以及在全軍與犬戎對壘時令猿手族族長恩波潛入遼陽奪城，傍晚趁戈巴領軍撤退時獨自帶隊攔阻對方，但中了舜水樹和羅佐埋伏而被包圍雖然之後殺死戈巴突圍但卻也為自身換來一波三折的困境，並一度因精疲力竭而被犬戎軍擄獲但被巴吉歐等人搭救，隨後羅佐被壁擊殺，順勢說服在場的犬戎軍投降，天亮後帶領剩餘的戰士和秦兵進入遼陽城，才讓戰役告一段落。
什虎之戰後被任命為秦國六大將軍「第四將」。
武城·平陽之戰後帶兵駐守在平陽內。
2020年YJ26號發布的兩百六名角色；總計十六萬多人氣投票結果中，以8445票獲得第5名。
桓騎
配音：伊藤健太郎（日本）
秦國將軍。曾經是殘忍無情的大盜集團首領，後成蒙驁軍的副帥，蒙驁死後獨立為一軍。。
自稱「喜歡做別人不喜歡做的事」，山陽之戰中，先後突襲魏軍軍師玄峰與總大將白龜西，並取下首級。
函谷關大戰時在函谷關關上守備右方，反利用吳鳳明的機關重挫魏韓。被張唐託付守衛秦國。
蒙騖死後不久即攻下魏國的汲，並當場燒死魏國的將士，作為給白老的贈禮。
黑羊之戰被任命為主帥。通過拖延時間什麼都沒做結束了難以置信的第三天。
什虎之戰後被任命為秦國六大將軍「第五將」。
在進攻平陽、武城時，因雷土被龍白公的長子竜布打倒並俘虜將其押回扈輒的本陣，而雷土被扈輒和旗下的拷問官折磨而死，之後將十萬投降的扈輒軍的俘虜全都斬首。
宜安之戰讓砂鬼·氾善擔任別動隊和飛信隊·樂華軍一起攻取宜安城。
肥下之戰用障眼法攔截宜安將軍袁環，欲奇襲李牧。最後想斬殺李牧的時候被刺穿身死亡。
2020年YJ26號發布的兩百六名角色；總計十六萬多人氣投票結果中，以7617票獲得第6名。

### 山之民
巴吉歐
配音：新垣樽助（日本）
山之民的部隊隊長，受山之王命令而負責將來到山地的嬴政帶入。
懂得平地民的話，常向信等人轉達塔吉夫話裡的意思。
幼年時曾流落荒野，像野獸一樣生活，被楊端和擊敗並收留。本人只要解開心中的戰鬥限制就會進入殺戮狀態，拿雙刀，實力極強。是個路痴。
函谷關大戰後，代表身在北方的楊端和參加敘功，在信被點名賞賜時，特別站起來歡呼。
遼陽之戰第九日，和塔吉夫、修曼一同對付戈巴的軍隊，雖然最後戈巴被楊端和斬殺，但卻也與楊端和一同被趙軍和犬戎軍圍困。
和楊端和合力突圍，並拼死保護她致自己瀕死，但也拖了足夠時間讓援軍趕到，其後亦得到救治而生還。
2020年YJ26號發布的兩百六名角色；總計十六萬多人氣投票結果中，以4904票獲得第10名。
塔吉夫
配音：高橋英則（第1季）→中島卓也（第3季）（日本）
山之民的戰士，手持大錘，在與嬴政接觸時因想碰觸政而被信打飛。
認為信是勇士，常稱讚信的行為，即使在常人認為是怪事。
休曼
配音：青木強（第1季）→白石稔（第3季）（日本）
山之民的戰士，山地民族「鳥牙族」的代表，是別動隊最後的成員之一。
曾多次敗在楊端和的手上，在短篇裡想用藍凱反敗為勝，但藍凱卻反投向楊端和。其實和族人一樣都是楊端和的追隨者。
在遼陽之戰結束後，曾開玩笑說巴吉歐死亡，而被楊端和毒打一番，並被吉塔莉吐嘈叫「蠢鳥」。
丹特
山之民部落飛戈族的族長，被部落以外的人稱為飛戈王。飼養著一隻名為卡普羅的老鷹。
過去曾與楊端和的部落有過衝突，但之後歸順對方，並且對楊端和倍加尊敬，相信身為「死王」的她總能為敵人帶來劇烈的傷亡。
於遼陽之戰初日與巴吉歐合手進攻公孫龍統領的趙軍。
遼陽之戰第九日，受楊端和命令領軍攻伐托亞庫，雖然進攻途中兵力持續死傷但攻勢仍未停止，之後成功擊殺托亞庫，深入夜晚後率軍突襲羅佐的軍隊並準備與羅佐交戰，雖然仍被對方擊倒，但也爭取到空檔讓壁得以成功襲殺羅佐。
卡塔利
山之民部落梅拉族的族長，帶著尖角的圓面具，待人十分客氣。
實力強勁，在山界能與之抗衡的也只有楊端和和巴吉歐。
遼陽之戰第九日，趁布內恩企圖一手殲滅壁和吉塔莉的部隊時，趁隙殺出要直取布內恩的首級，卻被敵兵奮死纏抱住身體而被布內恩趁隙以大刀連帶己兵的貫穿身體，隨後被布內恩殺害。
吉塔莉
梅拉族女戰士，卡塔莉的妹妹，平時帶著尖角的圓面具偶而會拿下面具露出真容。
性格陽剛，驍勇好戰。
遼陽之戰初日與該部落隨楊端和出擊並擊退犬戎軍。
遼陽之戰第八日，對於壁的失態而讓缺糧問題越發緊迫而相當不滿
遼陽之戰第九日，所屬的梅拉族與壁軍合作參與討伐布內恩，原先對壁有所不滿但見證壁以平凡卻不趨下風的戰術對應犬戎軍而對其有些態度上的轉變，之後壁深入敵陣卻中埋伏時亂入戰場，但卻又因布內恩不分敵我的使用箭雨而陷入苦戰，之後哥哥卡塔利出手奇襲布內恩，未料卡塔利卻因此死於布內恩之手而悲憤痛哭，盛怒之餘要衝上前去卻被犬戎兵圍攻，最後被壁救下帶離戰場。
脫離布內恩的追擊後，一度自暴自棄，但在壁的鼓勵下重新振作並接下新任族長的職責，隨後得知犬戎軍和趙軍主力皆去追擊楊端和，之後和壁一同帶隊去支援楊端和以及追擊布內恩，追上布內恩的部隊後讓壁領軍前去對付羅佐 ，之後為替兄長卡塔利報仇而親自前去討伐布內恩，並成功擊殺對方。
之後也繼續有和壁合作，兩人關係始乎不錯。
2020年YJ26號發布的兩百六名角色；總計十六萬多人氣投票結果中，以615票獲得第39名。
恩波
山之民部落猿手族老族長。
遼陽之戰第九日深夜領別動隊趁羅佐和舜水樹為追擊楊端和而遠離遼陽城時趁機對城內發動奇襲，並成功於舜水樹返回城池前奪下遼陽，為山之民的勝利帶來決定性的因素。

### 王弟勢力
成蟜
配音：宮田幸季 / 阿部敦（VOMIC）（日本）；賀宇傑、龍顯蕙〈幼少期〉（台灣）；袁德基（香港）
秦王弟，贏政的弟弟。個性乖戾自傲，原本是王位第一繼承者，但因為嬴政與其母歸來而失去地位。
與左丞相竭氏合成一黨，趁呂不韋出征叛亂。後被嬴政平定。
被贏政囚禁起來，但後因呂不韋與王后聯手，而被嬴政以「對付呂不韋」為條件放出來統領王族。
在政因前往蕞城而離開咸陽後，現身王宮並制止呂不韋坐上王位，因為被政拜託幫忙保管咸陽，所以代替政但卻換成自己坐上去。
後得知趙軍率軍攻打屯留一帶而主動要求前往救援。
察覺到蒲鶮有異心，下令袁夏斬殺蒲鶮，結果反被蒲鶮挾持。
趁討伐軍攻入屯留之際說服看守成蟜的士兵並救出瑠衣，但已經身負重傷。
後與蒲鶮同歸於盡。臨終前將王弟一派的人交由瑠衣掌管並融入政的麾下。
藍凱
配音：高塚正也（日本）
隨從在成蟜身邊的巨人。
有著殘暴的個性和怪力，聽從成蟜的命令。後被信制伏。
日後成為楊端和的手下並且受訓。
竭氏
配音：辻親八 / 遠藤大輔（VOMIC）（日本）；劉文光（香港）
秦國左丞相，與右丞相呂不韋為政敵，處處提防他。
趁著呂不韋出征時，聯合成蟜發動叛亂。後在藍凱戰敗時，想逃出王宮，被巴吉歐追上並斬殺。
肆氏
配音：高瀨右光（第1季、第2季）→關口雄吾（第3季、第4季）（日本）
竭氏底下的官員兼智囊，負責處理各種命令，洞察力驚人。
成蟜叛亂被平定後，在政的安排下，接收竭氏的餘黨，後被政拉入其勢力。
徐完
刺客集團「朱凶」的一員。被肆氏派去刺殺贏政。在黑卑村被信打倒，向信詐降時被贏政斬殺。
成矯之亂最後，信在昏睡時曾再夢見他的屍體。
木靸
配音：赤城進（日本）；孫誠（台灣）
南越「貝撒族」的勇士。被肆氏派去刺殺贏政。擁有異於常人的嗅覺，擅長使用吹箭和斧頭等武器。被信打倒之後，在斷氣前將吹箭（麻痺箭）交給河了貂。習慣在句子結尾加上:唄
左慈
配音：高塚正也（日本）；吳文民（台灣）；梁皓翔（香港）
上級武官。肆氏的手下，是主要負責暗殺敵對勢力的「斬人長」。
個性高傲，有潔癖，自認為劍術是天下第一。
在成蟜叛亂中負責守護往大殿的通道，因側腹被壁砍傷而劍術變鈍，結果死在信的劍下。
魏興
配音：青木強（日本）
上級武官。肆氏的手下。在王宮前負責襲擊政與山之民，後對突然出現的王騎挑釁，結果對戰一招便被斬下馬。
壽白
配音：中博史（日本）
成蟜的老師。在叛亂事件後「唯二」留在成蟜身邊的人之一。
對於成蟜的成長與改變而感到欣慰。在成蟜前往屯留支援時亦一同前往。
進入屯留後與成蟜一同遭到蒲鶮挾持。
在前往救出瑠衣的途中為了保護負傷的成蟜而戰死。
瑠衣
配音：折笠富美子（日本）
成蟜的夫人。在叛亂事件後「唯二」留在成蟜身邊的人之一。
為了婆婆的大壽而回到屯留卻遇到趙軍來襲。對蒲鶮有些不信任。得知成蟜率軍救援而感到高興。
後遭到蒲鶮挾持。
在討伐軍攻入屯留之際被成蟜救出。
後來代替成蟜率領王弟勢力
2020年YJ26號發布的兩百六名角色；總計十六萬多人氣投票結果中，以957票獲得第29名。

### 呂氏勢力
呂不韋
配音：玄田哲章、小野寺悠貴〈青年時代〉（日本）；蔡忠衛（香港）
秦國原右丞相，與竭氏在政事上敵對。後自認功積卓越，而將自己升為相國。
有著擁立秦王功績的商人，以出征誘發成蟜與竭氏叛亂，等待秦王之位易主的時刻。
被蔡澤說是玩心重的人，喜歡玩弄獵物，目前跟后宮勢力聯合。
打算在政成年後舉行加冠儀式時篡奪整個秦國。
與蒲鶮策劃屯留叛亂，打算藉此削弱嬴政勢力，並進一步擴大秦國內對王族的不信任感、準備篡位。
後期認同了政,篡位失敗後被軟禁在河南,後來靠著詐死逃了出去。
昌平君
配音：諏訪部順一（日本）；吳文民（台灣）
呂氏四柱之一，楚國公子。
秦軍總司令。曾是昭王時期六將唯一的軍師胡傷的弟子。天才軍師兼軍師學校的主辦者。與蒙武自小便認識。
呂不韋升為相國後，獲任右丞相。
於合縱軍進攻蕞城時，和嬴政私下討論後決定讓嬴政親自到該城防守，因此打亂了呂不韋打算犧牲嬴政的和談計劃，受到質問時指自己現時為秦國總司令，呂氏四柱等立場在此都不值一提，因而和呂不韋產生裂痕。
得知毐國之亂即將發生，以暗號傳書避過呂不韋的眼線傳信給河了貂，讓飛信隊得以及時回防咸陽。
贏政的加冕儀式完畢後，自告奮用要親自率軍平定毐國之亂，也意味著將背叛呂不韋，當咸陽一戰進入高潮時及時出面斬殺戒翟公而讓毐國軍隊士氣潰堤，並在介億的搧風點火下徹底一哄而散。
咸陽之危解除之後，表明自己對秦王的夢想抱持肯定才從而改站於贏政一方。
春申君身故以後，原有意圖要針對楚國採取奇襲行動，但由於楚國方面李園及時讓媧燐擔當宰相共輔朝政而暫且作罷。
黑羊之戰結束後，開始針對趙國西部的攻略擬定作戰，然而李牧在西部不斷製造難以突破的碉堡進而陷入膠著，之後向政提議打破之前所訂定的一切攻略直接朝趙國的王都圈進攻位於腹部的鄴城，但是當地戒備森嚴擅自進軍極有可能全滅，戰略佈署上始終難以定奪，政也一時不敢下定決心，為了加強作戰成功的機率便把信、王賁和蒙恬叫來並囑咐他們務必要有超乎全力的發揮，同時也任命王翦、桓騎和楊端和為這場戰役的主將，可說是以孤注一擲的形式結束攻鄴戰役的佈署。
肥下之戰因被預判和桓騎的死而自責自己太小看李牧。戰後將戰略從趙國轉向韓國。
2020年YJ26號發布的兩百六名角色；總計十六萬多人氣投票結果中，以5318票獲得第9名。
蒙武
呂氏四柱之一。詳細條目請參照#新六大將軍。
蔡澤
配音：千田光男（第1－4季）→麻生智久（第5季）（日本）；孫誠（台灣）
呂氏四柱之一。外交事務處理。
曾經擔任過丞相，與諸國權貴都有來往。
在函谷關大戰時，奉命到齊國，以獲得出兵可獲得的酬勞兩倍來說動齊王建放棄進軍秦國。
黑羊之戰結束不久秘密與齊王建接觸並引領其前來秦國，此舉雖遭受朝廷上下非議但仍舊希望秦王能與齊王建談判，並認為若秦王抱持著一統天下的決心就勢必要如此，同時讓現場的大臣除昌文君外都退下。
透過讓昌文君聽取秦王以法治國的理想，引導他說服獄中的李斯出山為秦王效力。（若由同為前呂氏集團的昌平君推舉，會讓人起疑，因此蔡澤選擇讓昌文君聽取秦齊兩王談判。）
秦齊兩王談判結束後，感嘆自己原以為已沒有所謂的救世之道，但在見證贏政與呂不韋的舌戰而心有感悟，並也警告若無法實現就等同兒戲。
最後於贏政返回大殿會見李牧之前，送上祝福的話後安然辭世。
李斯
配音：青木強（第1季、第2季）→奧村翔（第4季）（日本）
呂氏四柱之一。文務與法律的處理。
私下負責呂氏的情報。對無法成為丞相懷有芥蒂。
呂不韋政變失敗後下獄，專注研究法家思想及法制，及後昌文君受到蔡澤的指引，親自拜訪並成功說服他為嬴政效力，自此呂氏四柱都成為嬴政臣子。
擁有超乎常人的觀察力，在連昌平君親信介憶也無法察覺的情況下，發現長年苦瓜臉的昌平君的表情有所變化，從而得知他有憂心的事。
因為和韓非子是故交，在秦國使節出使韓國之前便會報了韓非子的為人。
肥下之戰期間已成為姚賈的上司。
蒙毅
配音：水澤史繪（第1季、第2季）→市川太一（第3季、第4季）（日本）；雷碧文（台灣）；莊巧怡（香港）
蒙武之子，蒙恬之弟。見習軍師。
負責照顧河了貂，知道河了貂是女兒身。
曾與河了貂一同旁觀馬陽之戰。
與介億一同前往蕞城支援。
毐國之亂中和昌平君等人一起防守咸陽，自此確定和昌平君一起脫離呂氏集團，投身嬴政。
介億
配音：松田健一郎（日本）
昌平君的部屬，河了貂與蒙毅的老師。
在昌平君的命令下率領百名從將前往蕞城支援，並準備許多防城用的武器。
擔任蕞城北壁的指揮官。
為了使四面城牆的戰力保持平衡，不斷將兵力派往東、西兩壁支援。
毐國之亂中和昌平君等人一起防守咸陽，自此確定和昌平君一起脫離呂氏集團，投身嬴政。
肥下之戰後代表使節團出使韓國。

### 秦國大將軍
蒙驁
配音：伊藤和晃（日本）
秦國大將軍，有「白老」之稱。原在齊軍，但屢次被同期趙國的廉頗擊敗，後為發展而帶幼子到秦國，在六將的勢頭沒落後掘起。
寵愛孫子蒙恬，常教蒙恬些軍事知識，但也過度想保護孫子，而曾經刻意不讓蒙恬升任千人將。
在被壓力逼到喘不過氣時，有扮成低階士兵的怪癖。受到信「至少還有一次反敗為勝的機會」「只要最後勝了，那就是勝了」的想法鼓勵而重拾自信。
戰法為按部就班的平凡穩固的戰法，有著佔領70多城的戰績。但對廉頗有一套研究已久的戰法（但還是被廉頗所破）。
與廉頗一戰中展現出與兒子相同的怪力，但因激怒廉頗而失去左手臂。
函谷關大戰時在函谷關關上守備左方，後受張唐委託，統領張唐的餘部。
函谷關大戰結束後隔年病逝。臨終前回憶與六將競爭時難以忍受，曾有過六將早點死去的想法，但又注視到六將的魅力。隨後表示希望信、恬與王賁三人一起努力向高處攀登，即使偶爾的對立也未必不可。
麃公
配音：斎藤志郎（日本）；孫誠（台灣）；黃志明（香港）
秦國大將軍，長年鎮守邊境。
戰法屬於靠氣勢流向去進攻，簡單來說就是直覺。所屬部隊在他帶隊時，會變得相當善戰，被王騎說如同是一整隊的麃公，而讓王騎自稱不如他。
酒量相當驚人，能喝下使飛信隊全員醉倒還喝不完的酒量，帶的酒也相當猛烈，自稱連王騎也撐不住。
函谷關大戰時負責守備右邊山脈，在楚軍宣告開戰前，率先出兵破壞汗明的宣告。
欣賞信，在決戰前派兵補足飛信隊兵員，並調兩支五百人隊給他。
被問及為何不是六大將軍時，回答:老夫沒興趣。他渴望只要在戰爭完後能夠飲一杯酒就足已。
被趙國新三大天李牧認同為本能型武將的極致者。
在李牧率領精兵偷襲咸陽的時候，告訴李信此地不是生命之火燃盡之地，然後把自己的盾給了信，讓信奔赴咸陽。之後和龐煖死戰，在壓倒性的武力面前，以“將軍的力量”扭斷了龐煖一條手臂，然後被龐煖殺死，其餘下士兵被編為李信手下。
2020年YJ26號發布的兩百六名角色；總計十六萬多人氣投票結果中，以4226票獲得第13名。
張唐
配音：浦山迅（日本）
秦國大將軍。自稱上陣四十多年的六十餘歲老將，其實力勇猛無比。意志力讓桓騎佩服。
蔑稱桓騎為「前盜賊頭」，但也欣賞他的應變，死前囑託桓騎要守護秦國。
函谷關之戰大戰前中韓軍總大將成恢的劇毒，但仍撐到取下成恢首級才死於戰場。

### 秦軍
黑剛
秦魏邊境的丸城城主，別名「星眼的黑龍」。本性好戰。
在蛇甘平原戰役開戰前獲升為將軍，但被吳慶率魏軍夜襲，破城被殺。
縛虎申
配音：宇垣秀成（日本）；吳文民（台灣）；黃志明（香港）
千人將。作戰方式強硬，是個常做捨命攻擊的將領，所率領的部隊往往都是死傷慘重。
在蛇甘平原戰役中，率軍突襲位在山丘上的宮元隊本營，雖然傷勢沉重，但在臨死前成功刺殺了宮元。
尚鹿
配音：高塚正也（日本）；梁興昌（台灣）
千人將。與壁是從小一起長大的好友。
在函谷關決戰前成為三千將。
丁之
配音：佐久間元輝（日本）
秦國將軍。馬陽之戰中擔任蒙武軍副官。
來輝
配音：奧村翔（日本）
秦國將軍。馬陽之戰中擔任蒙武軍副官。
郭備
配音：土田大（日本）
千人將。與信同為奴役出身。因與信境遇相同而前去幫信打氣。被輪虎暗殺。馬和部隊都由信接收。
羅元
秦國將軍。在山陽之戰初期遭輪虎埋伏而被殺。
土門
秦國將軍。山陽之戰中負責率領中軍。
榮備
秦國將軍。山陽之戰中負責率領中軍。在該戰役最後一天被輪虎突破防線而戰死。
袁夏
配音：武虎（日本）
擔任成蟜副將，與成蟜一同前往救援屯留。
因蒲鶮謀反，想斬殺蒲鶮時被龍羽斬殺。
龍羽
配音：咲野俊介（日本）
擔任成蟜副將，與成蟜一同前往救援屯留。
與蒲鶮串通，並將袁夏及其部下斬殺。
擔任叛亂軍大將。在盟平原與壁對陣時因信的出現而被擊退。
最後死於秦軍的亂箭下。而其一族事後遭到拔官處刑
蒼源
秦國唯一得到中原十弓之名的射手。
為了與中原十弓之一的馬朱離一較高下而離家到戰場，在戰場大肆活躍並曾射傷白公而得中原十弓之名，隨後被編入麃公軍並帶有一批特殊弓騎兵游擊隊名為「蒼弓隊」。
最後在某場戰役為了解救受困的岳雷而中伏身亡。
曹波廣
宜安之戰前不久，奉昌平君命令統帥二十萬秦軍從太原前往宜安欲支援將要抵達當地的王翦和桓騎，但卻於途中遭北邊的狼孟軍截擊，被坎‧薩羅斬殺。

#### 王騎軍→騰軍
錄鳴未
配音：田尻浩章（第1季、第2季）→關口雄吾（第3季、第4季）（日本）
王騎軍・第一軍軍長。在馬陽之戰與萬極軍交戰時，因得知王騎戰死而情緒激動，與萬極軍殺得兩敗俱傷。
被稱為王騎軍中最強軍長，但在與臨武君對戰時落敗。後在媧燐軍的戰象攻勢中，與干央陷入敵陣，而從中干擾陣勢。
經常被騰拿來說笑。
2020年YJ26號發布的兩百六名角色；總計十六萬多人氣投票結果中，以1664票獲得第21名。
隆國
配音：加藤亮夫（日本）
王騎軍・第二軍軍長，負責守護本陣。
被錄鳴未說是愛長篇大論的。
鱗坊
王騎軍・第三軍軍長。在函谷關抵擋合縱軍--楚軍進攻時，被白麗一箭射穿頭部，當場戰死。
干央
配音：赤城進（日本）；吳文民（台灣）
王騎軍・第四軍軍長。
同金
王騎軍・第五軍軍長。在氾斗平原阻擊楚軍被臨武君所殺。
黃樓
王騎軍裡的老兵。曾見過摎與龐煖的對決。

#### 王翦軍
軍隊都是傳統的正規兵士形象，兵源時常是王翦攻陷敵陣時為了自身需求而收編降兵以擴充軍力，於番吾之戰在司馬尚軍的攻擊下受到毀滅性的打擊
亞光
王翦軍第一將，王翦軍最強武將，擅長引領隊伍衝鋒陷陣，甚至為了強化攻勢而能將前面的士兵不分敵我強行輾壓過去，此外長年待在王翦麾下也令其習得王翦的戰術運用，連李牧都評價其具有統領一支大軍的才能。
過去曾是某被秦國所滅的國家的將領，雖被王翦擄獲但被王翦說服並認同對方的建國理念，從而誓死效忠王翦。
聯合軍抵達列尾時，原為進攻準備就緒，但被王翦命令原地不動，只將攻城工作交給楊端和軍與飛信隊。
拿下列尾後，王翦由於察覺陷阱便作為護衛跟隨其動身前往鄴城觀察敵情。
朱海平原之戰與王賁被安排在秦右軍。
朱海平原之戰第九日，展現不同以往的防禦態勢，並擺設出難攻不落的防禦陣抵禦趙軍，卻被馬南慈和堯雲先後突破，之後主動出面與馬南慈交鋒，彼此不相上下，後來堯雲亂入戰鬥，但在劣勢下仍能短暫對抗兩人，並打碎馬南慈的頭盔和流下傷痕，但也被馬南慈反擊重創頭部，即將被斬殺傷之際被趕來的亞花錦救走而倖免。
之後數天都處於重傷昏迷的狀態，直到奪下鄴城後才甦醒並整頓兩萬大軍前往列尾並與進攻的騰軍內外夾擊趙軍，但尚未到達列尾趙軍便已經撤離。
番吾之戰於王翦的中央軍發起第一波進軍，將與前方的樂彰軍短兵相接時發現李牧出現在旁邊的樹林，便果斷衝向李牧，但被樂彰和呼昂截弧而苦戰又被傅邸偷襲打碎頭盔，但仍將對方逐一擊退，後見司馬尚率軍衝向王翦軍便捨身返回本陣但被樂彰從身後重創，之後與倉央趕到王翦面前阻止司馬尚，自知自己身負重傷而自願替王翦斷後，遭司馬尚斬殺。
2020年YJ26號發布的兩百六名角色；總計十六萬多人氣投票結果中，以807票獲得第32名。
麻鉱
王翦軍第二將，善使戰術，其隊伍屬於王翦軍攻擊力最強。
聯合軍抵達列尾時，原為進攻準備就緒，但被王翦命令原地不動，只將攻城工作交給楊端和軍與飛信隊。
朱海平原之戰被安排在秦中軍，但隨後帶隊支援左軍的蒙恬以波浪衝擊創傷了紀慧軍，並在左軍與馬呈對抗。
察覺到飛信隊逼近敵人的時候，準備要一鼓作氣攻陷紀慧的本陣時，卻被突然出現的李牧襲殺。
田里彌
王翦軍第三將，朱海平原之戰中待命於王翦的中軍，智慧型武將不具備衝鋒陷陣的能力，麾下軍隊以"賢能"著稱能夠自由思考應變敵方的戰術，且單兵戰力非凡，此外在應對強力的敵將也很有自信，自認是王翦軍最強的絕殺部隊。
朱海平原第三日，王翦查覺到右翼因為堯雲的作戰而逐漸失利，進而令其將出擊命令傳令給飛信隊
朱海平原最終日，作為王翦軍的先鋒進攻李牧軍。
宜安之戰前不久秦軍北上經過閼與，親自帶隊進行攻堅，但由於城內趙軍多是因平陽之戰被桓騎斬首十萬而士氣高昂的扈輒軍的殘餘，因而在此戰兵力受到不少損傷，也間接令王翦選擇留守閼與，讓桓騎與李信和蒙恬等人獨自深入趙國北部。
番吾之戰於王翦的中央軍待命在前線的亞光跟倉央都展開戰鬥時，帶隊支援倉央後欲支援亞光時被司馬尚軍襲擊，查覺到司馬尚的意圖原想阻止但被司馬尚的士兵斬傷，短暫逃出後與倉央突襲攻入王翦軍本陣的司馬尚軍後側，並掩護倉央帶隊到王翦前面以阻止司馬尚。
後替逃走的王翦殿後，但在坎薩羅的刀刃尚未觸及自身前便因傷勢過重而死。
倉央
王翦軍第四將，朱海平原之戰中待命於王翦的中軍，擅長衝鋒陷陣。
肥下之戰接近尾聲時在秦趙國境通過奇襲駐留在國境的趙軍將其與的秦軍全救了回來。
虞寧
亞光的副官。
於戰場活躍長達四十五年的資深老將，是番陽十分敬重的對象，同時也具備一定的戰術能力。
朱海平原之戰第九日，設法阻止攻進陣內的堯雲，但未料其實力遠超想像，連自己引以為傲的戰術能力都不起作用，最後被堯雲一刀斬殺。
糸凌
倉央的副官，身穿獨特鎧甲一塊布遮住左眼，善使雙刀作戰的女武將，與倉央關係曖昧。
段茶
亞光軍的將領。
亞光重傷不起後，代替其暫時統領亞光軍。
亞花錦
亞光軍的千人將，詳細請參考#王賁軍(玉鳳隊)。
申赫樂
田里彌軍的千人將，主要專門針對敵方主要將領進行刺殺，自稱與蛇輪公並稱兩傑。
番吾之戰與蛇輪公和山秀合作搭配戰術襲傷正與系凌戰鬥的吉亞加，之後司馬尚出現而陷入亂戰。
田里彌和倉央趕回王翦軍本陣時與山秀留下支援系凌，欲以同歸於盡的覺悟打倒坎薩羅，後被目擊吉亞加死亡而憤怒的坎薩羅殺死。
蛇輪公
田里彌軍的千人將，主要專門針對敵方主要將領進行刺殺。
番吾之戰與申赫樂和山秀合作搭配戰術襲傷正與系凌戰鬥的吉亞加，之後正要隨田里彌前去支援亞光的路上被突然出現的司馬尚殺死。
山秀
田里彌軍的千人將，有著極強的防禦能力，遭遇任何攻擊都不輕易倒下而被稱為「不死的山秀」。
宜安之戰前不久秦軍北上經過閼與，渾身承受無數箭傷仍不忘鼓舞秦軍士氣甚至到戰爭結束也沒停止。
番吾之戰介入系凌和吉亞加的戰鬥，在抵擋住吉亞加攻擊的瞬間，令申赫樂和蛇輪公成功襲傷吉亞加，之後司馬尚出現而陷入亂戰。
田里彌和倉央趕回王翦軍本陣時與申赫樂留下支援系凌，幫助申赫樂設法打倒坎薩羅，後被目擊吉亞加死亡而憤怒的坎薩羅砍倒，生死不明。
孟知
王翦軍武將。
函谷關之戰時，王翦設計伏擊兀魯多，隨後被王翦命令將其生擒，未料卻遭到反擊。
孟龍
王翦軍武將。
函谷關之戰時，王翦設計伏擊兀魯多，隨後被王翦命令將其生擒，未料卻反被兀魯多瞬間斬下腦袋。

#### 桓騎軍
軍中多數將士和桓騎一樣是盜賊出身，因此軍中將士都是對桓騎稱呼「老大」、「頭目」。
雷土
配音：小松史法（第2季）→佐久間元輝（第3季）→乃村健次（第5季）（日本）
桓騎的幹部，原盜賊團雷土一家首領，對桓騎非常信任。
與澤諾兩人於黑羊戰役第一天跟趙軍的岳櫻交戰時陷入了困境，於是向澤諾提議使用名為「火兔」的笛子(桓騎軍還是盜賊時所使用的笛子，只在情況惡劣到必須撤退的時候才會吹響。一旦笛聲吹響，所有人都會像兔子般的自顧自逃跑)。之後兩隊一同奇襲並火燒中央山丘上的趙軍本營。
在第686話被扈輒旗下的拷問官折磨而死。
黑櫻
配音：川島悠美（第2季）→永峰遙（第3季、第4季、第5季）（日本）
桓騎的幹部，原盜賊團蛇暗一家首領，艷麗的女性。擅長使用弓箭。
肥下之戰中朱摩被殺後欲想用弓箭射殺李牧卻被海音和其他趙軍阻撓，並且肚子被趙軍刺穿，最後在桓騎下令戰鬥時，失血過多而死。
摩論
配音：佐久間元輝（日本）
桓騎的部下。自稱「紳士」，在恆騎軍中擔任軍師的存在。很會做飯。
常被桓騎刻意譏諷，並據桓騎所言，最初加入桓騎一家時，有試圖奪權的行為。
肥下之戰桓騎被殺後與飛信隊一起逃回秦國，事後打算帶著剩下的桓騎兵組成雇傭兵幫助。
俚玉
配音：八代拓（日本）
桓騎的部下。
肥下之戰中被虎白公砍斷左掌，最後被其他趙軍圍攻而死。
中貴
桓騎的部下。
澤諾
配音：蓮岳大（日本）
隸屬桓騎軍，原盜賊團澤諾一家的首領，擁有不輸蒙武的魁武體型與蠻力，其家族生性凶暴好鬥，甚至同為桓騎軍的其他人都會隨意攻擊，但他們同樣是桓騎軍最強悍的戰力，每每都在一擊致勝敵人的時候全力出擊。
在黑羊戰役第四天的時候率領澤諾一家強行橫越戰場並攻擊慶舍本隊，但仍被對方在紀慧掩護下脫逃。
鄴之戰後期奉桓騎命令阻攔前來鄴城支援的李牧軍，平陽之戰也夥同其他躲藏起來的同伴奇襲扈輒的本陣。
宜安之戰帶著自己的澤諾一家突破李牧的陣容，僅剩自己一人。肥下之戰受傷依然在打鬥，被上和龍重創後擠死了上和龍，並在臨終向桓騎表達自己和他一起很開心。
砂鬼
桓騎軍的元老一家，也是最危險的集團，桓騎軍中唯有他們了解桓騎性格扭曲的根源，生性殘忍以虐殺為樂，在桓騎軍中擔任拷問和處刑的單位，於平陽之戰後被揭示其首領是個艷麗且身材嬌好的女性衣央。桓騎現在的情人。
黑羊之戰時以當地居民的屍體成群串在一個拱門上並送到佔據山頭的趙軍手中，並使趙軍產生動搖。
肥下之戰後，除了陣亡的召，其餘砂鬼回到了曾經的「聖地」。
偲央
砂鬼前女頭目，衣央的姊姊。曾經是一位小頭目，收留了13歲的桓騎。之後成了桓騎的情人。但好久不長被某秦國領主抓走，得知是盜賊頭目桓騎的情人並折磨致死，屍體被扔到城外。這也成了桓騎為何為了復仇的原因。
衣央
砂鬼現女頭目，偲央的妹妹。也是桓騎現在的情人。肥下之戰後與剩餘的砂鬼回到了曾經的「聖地」。
召
砂鬼一家裡的成員，幼小時被父母賣給某領主，曾被領主虐待，臉被燒傷，一直處於自卑狀態而戴上面具。直到桓騎的出現改變了自己。肥下之戰在幫飛信隊的時候受到致命傷，在撤退的時候死亡。
馬印
摩倫一家的傳令兵。
平陽之戰負責將桓騎的指令傳遞給飛信隊，令他們攻伐影丘並引起扈輒本陣的注意。戰後又支開飛信隊讓他們沒有看到桓騎兵屠殺十萬趙軍奴隸。
朱摩
桓騎的親衛隊長，所統領的原盜賊團朱摩一家雖然規模較小，但戰鬥能力強大不輸澤諾一家。
平陽之戰與桓騎一同出場截擊扈輒。
宜安之戰中，受桓騎指令，和澤諾一家突襲前往肥下的李牧軍本陣，以一人之力對付海音跟李牧仍壓制對方。在即將斬殺海音之際被李牧反擊，被李牧的劍貫穿頭部，於漫畫第742回陣亡。
小木子
配音：福山潤（日本）
桓騎軍的千人將，腦袋簡單，在桓騎軍裡被視為搞笑人物，對桓騎相當忠誠。
肥下之戰時，為桓騎傳話給信，完全複頌了桓騎在戰前所說的話，傳達讓飛信隊與砂鬼一家撤離的命令。

#### 李信軍(飛信隊)
楚水
配音：小松史法（第2季）→廣瀨龍一（第3季、第4季、第5季）（日本）
秦國五千人將，飛信隊副隊長，掌管步兵2000，騎兵3000。
原為郭備千人將隊副將，後飛信隊升格為千人隊，被編入飛信隊後而成為飛信隊的副隊長。
在飛信隊升格初期到貂加入之前，因飛信隊屢打敗仗而多忙於人員補給配置。與信和渕一樣，不擅長謀略。
攻打著雍時因凱孟的攻擊而受到重傷。
2020年YJ26號發布的兩百六名角色；總計十六萬多人氣投票結果中，以898票獲得第30名。
渕
配音：赤城進（日本）
秦國五千人將，飛信隊副隊長，掌管步兵4000，騎兵1000。
原本是壁派去信住的村莊擔任通信兵，在馬陽之戰時與信一同報到，加入飛信隊並被任命為副隊長。
和信一樣腦筋不好。
攻打著雍時因河了貂被俘，一度提出作戰中止的提議。
自認為實力不強，但被信和河了貂認為他的責任感比任何人都要強，在黑羊一役第二天帶領隊伍強行渡過急流地帶，協助飛信隊突破趙國前線。
田有
配音：林和良（第1季、第2季）→關口雄吾（第3季、第4季、第5季）（日本）
秦國二千人將，掌管步兵1000，騎兵1000。
在蛇甘平原戰役時與信同屬第四軍。飛信隊（百人隊時期）第十四伍長。怪力三人組之一。
飛信隊正式升格為千人隊後升為百人將。
列尾戰役被雷花擊敗，但沒有死亡。
於攻打宜安時和龍川、中鐵擔任開路角色而重傷瀕死，砂鬼一家為報答協助他們進城，作為謝禮將其救活。
崇原
配音：高橋英則（第1季、第2季）→井之上潤（第3季、第4季、第5季）（日本）
秦國三千人將，飛信隊步兵長，掌管步兵3000。
飛信隊（百人隊時期）第五伍長。所帶領的伍員其劍術相當出色。在馬陽之戰中失去左眼。
在三百人隊時期升格為什長。
田永
配音：田尻浩章（第1季、第2季）→石黑史剛（第3季、第4季、第5季）（日本）
秦國千人將，掌管騎兵1000。
沛浪以利誘其加入飛信隊。飛信隊（百人隊時期）第六伍長。
岳雷
配音：白熊寬嗣（日本）
秦軍千人將，黑飛麃隊隊長，掌管步兵500，騎兵500。
原隸屬於麃公軍，飛信隊升格為三千人隊後，與原隸屬於麃公軍的五百名士兵一同編入飛信隊。
我呂剛從軍時的隊長，跟我呂的感情相當好。
向信透露麃公沒有子女、以及麃公軍的士兵因為麃公與信交談時很高興而忌妒信。
飛信隊擴編至五千人後，負責率領亂戰特種兵「飛麃」（原麃公兵所組成的隊伍）。
在宜安之戰李信與蒙恬一同從趙軍手中突圍時一馬當先，但隨後遭遇直接進擊的上和龍被一刀斃命。
我呂
配音：濱添伸也（日本）
秦軍二千人將，赤飛麃隊隊長，掌管步兵1000，騎兵1000。
原隸屬於麃公軍，飛信隊升格為三千人隊後編入飛信隊。
對於飛信隊的軍師是女性感到訝異。知道羌瘣劍術出眾，但誤把羌瘣和河了貂當作是同一個人。
飛信隊擴編至五千人後，負責率領亂戰特種兵「飛麃」（原麃公兵所組成的隊伍）。
那貴
配音：小西克幸（日本）
秦國千人將，原盜賊團那貴一家首領，秦國桓騎軍幹部，掌管步兵500，騎兵500。
於趙國黑羊丘一戰，暫時編入飛信隊，在此期間喜歡上飛信隊氛圍，戰後申請加入飛信隊，理由是飛信隊的飯很好吃。
自稱只要發飆，甚至連比雷土還可怕。
宜安之戰時，擔任斥侯隊，並在戰後發現預先埋伏的砂鬼一家，與脫離戰場的信等人會合。
肥下之戰末，拒絕了與飛信隊一同撤退，選擇要到以自軍為誘餌斷後的桓騎身邊，陪桓騎等人走完最後一程，得到信開路送行。
雖然與那貴一家都在深入李牧本陣前陣亡，但被趙軍將士評為差點襲擊到李牧，並在桓騎的幻想中，與眾人相逢。
沛浪
配音：小山剛志（第1季、第2季）→藤原聖侑（第3季、第4季、第5季）（日本）
秦軍二千人將，飛信隊副步兵長，掌管步兵2000。
戰場經歷豐富的伍長。在蛇甘平原戰役時與信同屬第四軍。後來成為飛信隊（百人隊時期）第一伍長。
飛信隊正式升格為千人隊後升為百人將。
龍川
配音：高橋英則（第1季、第2季）→佐久間元輝（第3季、第4季）（日本）
秦國千人將，掌管步兵1000。
飛信隊（百人隊時期）第十六伍長。怪力三人組之一。力量是田有的三倍。
在三百人隊時期升格為什長。
飛信隊正式升格為千人隊後升為百人將。
於攻打宜安時和田有、中鐵擔任開路角色而重傷瀕死，砂鬼一家為報答協助他們進城，作為謝禮將其救活。
澤圭
配音：佐藤晴男（第1季、第2季）→山本滿太（第3季、第4季）（日本）；劉文光（香港）
秦國三百人將，掌管步兵300。
在信初次上陣時是信的伍長，後來成為飛信隊（百人隊時期）第十一伍長。
曾被人說所帶領的伍是「最弱的伍」。但熟悉團體戰的規則，因而直到蛇甘平原戰役結束，所帶領的伍從來沒有人戰死過。
在三百人隊時期升格為什長。
龍有
配音：青木強（第1季、第2季）→廣瀨龍一（第3季、第4季）（日本）
秦國五百人將，掌管步兵500。
在蛇甘平原戰役時屬於第二軍的步兵。後來成為飛信隊（百人隊時期）第十八伍長。
在三百人隊時期升格為什長,擅長料理。
中鐵
配音：青木強（日本）
秦國三百人將，掌管步兵300。
於攻打宜安時和田有、龍川擔任開路角色而重傷瀕死，砂鬼一家為報答協助他們進城，作為謝禮將其救活。
尾平
配音：鳥海浩輔（日本）；吳文民（台灣）；趙錦標（香港）
秦國三百人將，掌管步兵300。
尾家兄弟的哥哥。與信是同鄉。
在蛇甘平原戰役時與信同伍。後來成為飛信隊（百人隊時期）第十二伍長。
在三百人隊時期升格為什長。
實力看似不強，但在黑羊一役中曾接下敵方大將慶舍一擊而沒受太大傷害，並逃過一劫。其後亦多次裝死而在血戰中生還。
石
偵查部隊隊長，秦國百人將，掌管兵力100。
飛信隊（百人隊時期）第二十伍長。原本是山地民族「青石族」，聽力相當出眾。
攻打鄴城一戰中，由於和他的婚禮撞期而沒有參戰。
仁
秦國百人將，弓箭步隊。
蒼源之子，淡的哥哥，與父親一樣擅長弓技，身材相較於弟弟矮小且有些機謹
對飛信隊有所崇拜，而在黑羊之戰後飛信隊重整兵員時響應他們的徵兵，並以其令飛信隊眾人驚豔的弓術而得到貂認可。
列尾之戰中箭無虛發，協助秦國在第一天就攻陷列尾。朱海平原中力盡弓斷，救下河了貂但身受重傷。
2020年YJ26號發布的兩百六名角色；總計十六萬多人氣投票結果中，以1174票獲得第25名。
淡
秦國五十人將，弓箭步隊。
蒼源之子，仁的弟弟，與父親一樣擅長弓技，身材相較於哥哥高大且有些遲鈍
對飛信隊有所崇拜，而在黑羊之戰後飛信隊重整兵員時響應他們的徵兵，並以其令飛信隊眾人驚豔的弓術而得到貂認可。
列尾之戰中無法向人射擊而被仁狠罵。朱海平原中為救仁，終於能夠射殺敵軍，並殺死敵將金毛。
松左
配音：高塚正也（日本）
飛信隊（百人隊時期）第十伍長。
在三百人隊時期升格為什長。
朱海平原之戰時是飛信隊中的副步兵長，在第十四日作戰抽身去解救受困的干斗，因而身受重傷，在干斗等人的扶持下來到信身旁並將手裡的槍交給干斗，最後在心理表達對信的感謝後含笑而逝。
羌瘣於精神世界中犧牲自己讓信起死回生後，與同於朱海平原之戰陣亡的去亥一同把羌瘣送回現實世界。
2020年YJ26號發布的兩百六名角色；總計十六萬多人氣投票結果中，以1011票獲得第28名。

尾到
配音：高塚正也（日本）；何志威（台灣）
尾家兄弟的弟弟。與信是同鄉。
在蛇甘平原戰役時與信同伍。後來成為飛信隊（百人隊時期）第十三伍長。
在馬陽之戰中，拼盡全力保護信不被趙軍追殺，但最後仍傷重不幸戰死。
脇次
配音：坂卷學（日本）
在蛇甘平原戰役時是沛浪一伍的伍員。後來成為飛信隊（百人隊時期）第二伍長。於馬陽之戰中戰死。
山和
配音：青木強（日本）
在蛇甘平原戰役時是沛浪一伍的伍員。後來成為飛信隊（百人隊時期）第三伍長。於馬陽之戰中戰死。
筏建
配音：堀井茶渡（日本）
在蛇甘平原戰役時是沛浪一伍的伍員。後來成為飛信隊（百人隊時期）第四伍長。於馬陽之戰中戰死。
有義
在蛇甘平原戰役時屬於第二軍的步兵。後來成為飛信隊（百人隊時期）第七伍長。於馬陽之戰中戰死。
魯延
飛信隊（百人隊時期）第八伍長。經驗豐富的老兵。會依情況適時提出作戰方案，在飛信隊中如同智囊一般的存在。
在三百人隊時期升格為什長。
於51卷附錄時提到，他在山陽之戰後當場退役，他的兒子原也打算加入飛信隊，但在入隊測試時他已經50歲，因體力測驗不及格而落選。
文穴
飛信隊（百人隊時期）第九伍長。於馬陽之戰中戰死。
去亥
配音：下妻由幸（第1季、第2季）→奧村翔（第3季、第4季、第5季）（日本）
在蛇甘平原戰役時屬於第二軍的步兵。後來成為飛信隊（百人隊時期）第十七伍長。
飛信隊正式升格為千人隊後升為百人將，於朱海平原之戰中被龐煖砍中而戰死。
羌瘣於精神世界中犧牲自己讓信起死回生後，與同於朱海平原之戰陣亡的松左一同把羌瘣送回現實世界。
邦
在蛇甘平原戰役時屬於第二軍的步兵。後來成為飛信隊（百人隊時期）第十九伍長。於馬陽之戰中戰死。

昂
配音：下妻由幸（第1季、第2季）→奧村翔（第3季、第4季）（日本）
秦國百人將，掌管步兵100。
飛信隊成員之一。與李信是同鄉。

干斗
秦國百人將，掌管步兵100。
黑羊之戰後飛信隊重整兵員而徵招的新兵。
對於飛信隊多數成員皆曾出於平民並不斷在戰場上活躍，而有所憧憬，並為此在徵兵考驗時不惜一切辛勞，有著強硬的體魄。
朱海平原中繼承松左的槍繼續戰鬥。

#### 王賁軍(玉鳳隊)
王賁
配音：細谷佳正（日本）
王翦之子。玉鳳隊隊長。三百人將→千人將→兩千人將→五千人將→將軍。
文武雙全，擅長槍術，必殺技為「龍指」。李信的勁敵之一。與李信相處不好，但心中很肯定對方的實力。
函谷關大戰時被派到騰軍，決戰時與蒙恬一同被騰任命為三千將，負責遊擊楚軍。
函谷關大戰結束後獲晉升為三千將。
攻打著雍時說明不能向王翦請求援軍的理由，並提出「以騰軍為佯攻、從三點同時進攻直至魏軍本陣」的方案。
遭遇到紫伯的軍隊時，選擇向紫伯本隊突擊，後突擊失敗而決定撤退並親自殿後。
於攻打著雍的第三日成功擊殺紫伯。隨後立即向魏軍本陣突入。秦軍攻下著雍後因傷勢嚴重只能在營中休養。
朱海平原第十三日，面對堯雲的攻擊，目前呈現昏迷不醒的狀態。
朱海平原之戰第十四日晚醒來，並於最後一日與堯雲再次對決，並成功擊斃了對方，隨後又帶領小隊至王翦中軍支援被傅扺和馬南慈夾擊的王翦。
鄴之戰結束後正式成為將軍，並擁兵一萬。
平陽之戰開始前，被摩倫轉達桓騎命令前去攻略影丘，經歷八日的戰鬥力盡倒下，隨後飛信隊到來，向李信等人傳達影丘突破口的情報後退去營帳休身養息。
2020年YJ26號發布的兩百六名角色；總計十六萬多人氣投票結果中，以4832票獲得第11名。
番陽
配音：高塚正也（日本）
玉鳳隊副隊長。看不起飛信隊。
逐漸認同信與飛信隊的存在。
朱海平原之戰於在王賁昏迷不醒的第十四日率軍和堯雲軍對峙中，一度被突破。
關常
配音：藤原貴弘（日本）
千人將。被王翦派到玉鳳隊。攻打著雍時擔任玉鳳隊右翼。
遭遇到紫伯的軍隊時，為了避免遭到包圍而先脫離戰場，隨後在王賁決定撤退時又替玉鳳隊打出一條退路。
朱海平原之戰第十三日被堯雲重創，卻堅信著右翼只要還有信和飛信隊在就還有希望。
宮康
配音：鹿糠光明（日本）
關常隊的兵士。
朱海平原之戰第十三日為令被堯雲重創的王賁脫險而留下來斷後並殺死一名十槍，最後喪生。
松諑
配音：柳田淳一（日本）
關常隊的兵士。
亞花錦
王翦軍第一軍千人將→玉鳳軍三千將，人格不良且好殺，但也被關常稱為是第一大隊中最被浪費的天才，此外對王賁的成長也相當重視，常會在關鍵時刻出面幫忙。
朱海平原第二日帶領寡兵確保王賁從後處偷襲馬南慈軍的作戰能順利執行
朱海平原之戰第九日，成功救下陷入危機的亞光
朱海平原之戰第十四日，為援護與趙峨龍交手的飛信隊而隻身牽制馬南慈，最終日又在飛信隊進攻李牧軍時出手擊退金毛。
鄴之戰結束後，加入玉鳳隊。
平陽之戰時帶隊繞至影丘側面急襲影丘上的趙軍，在飛信隊攻上影丘之際趁機與飛信隊合手夾擊趙軍本陣，同時也牽制趙軍後方的預備隊，並隨後斬下趙軍參謀紀章的首級。
2020年YJ26號發布的兩百六名角色；總計十六萬多人氣投票結果中，以2411票獲得第16名。

#### 蒙恬軍(樂華隊)
蒙恬
配音：野島裕史（日本）
蒙驁之孫，蒙武之子，蒙毅之兄。樂華隊隊長。三百人將→千人將→兩千人將→五千人將→將軍。
智力型武將，曾保持從昌平君取得最年輕畢業軍師之紀錄，之後被河了貂超越紀錄。
和王賁一樣為李信的勁敵之一，但跟李信很友好。
認為祖父太過度保護他，但也很尊敬保護著他的祖父。
函谷關大戰時被派到騰軍，決戰時與王賁一同被騰任命為五千將，負責游擊楚軍。
在蒙武和汗明對決時，為阻止媧偃偷襲而無意到蒙武與汗明之間，被汗明用劍砍成重傷。
函谷關大戰結束後獲晉升為二千將。
在蒙騖病逝時表示「蒙騖對他來說才是第一位的英雄」。
朱海平原第一日，隨著麻鉱的死，當晚成為了秦軍左翼新大將
朱海平原第最終日，查覺到王翦軍本陣的異狀而前去支援，並刺傷馬南慈的右眼援護王翦和王賁等人。
鄴之戰結束後正式成為將軍，並擁兵一萬。
2020年YJ26號發布的兩百六名角色；總計十六萬多人氣投票結果中，以9469票獲得第4名。
陸仙
配音：高橋英則（第2季）→大西弘祐（第3季）（日本）
樂華隊副隊長，一直期待蒙恬能有大作為。
胡漸
樂華隊的年老副隊長，蒙恬的童年教師，並對其倍加呵護，同時也對蒙恬的成長相當有信心，被蒙恬稱呼為"叔"。
朱海平原之戰第十四日夜晚因營地被龐煖襲擊而身亡，但仍在刺傷龐煖的左腳後才被對方斬殺。
愛閃
鄴之戰結束後，為接替胡漸的副官位置而從蒙武軍轉調至樂華隊，成為蒙恬當上將軍後的副官。
相貌看似柔嫩，但實則是名剛毅的猛將。

### 后宮
趙姬
配音：坪井木之實（日本）
嬴政之母，秦國王太后，趙國出身的舞妓，年輕時因其傾城美貌，獲得美名「邯鄲的寶石」。
原是呂不韋的情人，但因為呂不韋的陰謀，而強制許配給在趙國當人質的秦國王子嬴子楚（秦莊襄王），後又跟呂不韋私通，但呂不韋為了遠離她，派了嫪毐陪侍。
雖然與嬴政一同在趙國生活，但感情不睦，更有過意圖殺他的行為。

趙高
配音：竹內榮治（第2季）→重松千晴（第4季）（日本）
負責服侍太后的宦官。
擅長劍術。
嫪毐
配音：坂詰貴之（日本）
表面身分為宦官，但實際上有著"巨根"，而被呂不韋選為陪侍太后的官員。
與趙姬秘密懷了兩個孩子。
後來太后將太原一帶占為己有，並在那裡被封為毐國的大王。
原本對於自身毫無長處卻不知不覺被人送上王位感到苦惱，但認識到太后心理的苦惱後便決意陪伴和協助她。
在事態的推波助瀾下與太后被迫起兵，作為傀儡被底下的將軍樊於期把持，雖然抱持著遺臭萬年的覺悟但戰爭依舊失敗收場。
事後被處以車裂之刑，但在臨死前仍向太后坦白自己能認識太后並找到自己的人生意義而相當幸福。
三大宮家
即氾家、介家、了家。支撐後宮權利的實力派。
向
配音：中津真莉子（第2季）→松田利冴（第3季、第4季）（日本）
後宮宮女。曾把前來支援的信誤當成刺客。
在整理木簡時發現呂不韋和太后私通，雖然被宦官刺傷腹部，但仍逃過一劫，並在好友陽的幫助下得以向嬴政稟報。
後來懷了嬴政的孩子。函谷關大戰結束後隔年生下王女麗。
2020年YJ26號發布的兩百六名角色；總計十六萬多人氣投票結果中，以622票獲得第37名。
陽
配音：中塚智實（第2季）→井上遙乃（第3季）（日本）
後宮宮女。向的好友。擁有超出常識的行動力。
為了救負傷的向而設法向嬴政求救。喜歡李信。
2020年YJ26號發布的兩百六名角色；總計十六萬多人氣投票結果中，以629票獲得第36名。

### 其他
道劍
配音：星野充昭（日本）
秦國官員，策劃幫助嬴政逃出趙國回到秦國。被趙軍亂箭射死。
田慈
配音：森田成一（日本）
道劍的部屬。幫助嬴政逃出趙國回到秦國。被趙軍用長槍射穿胸口，當場死亡。
單元
配音：林和良（日本）
道劍的部屬。幫助嬴政逃出趙國回到秦國。被趙軍刺下馬車。
蒲鶮
配音：平林剛（日本）
負責管理屯留大小事務。似乎對瑠衣意圖不軌。
因勸說成蟜再奪王座不成，於是挾持成蟜，並假成蟜之名進行謀反。
利用與趙軍的串通，打算殲滅政派去的討伐軍，並在呂氏勢力派出的討伐軍面前獻出成蟜的首級，藉此鞏固在屯留的地位，但最後計劃失敗、被成蟜所殺。事後遭成蟜的家臣鞭屍

## 趙國

### 王族
趙悼襄王
趙國的大王。
有著不良的品性，時常化著女性妝容，有讓大量孩童服侍泡澡的癖好，被廉頗評為「愚主」
在幼年由於常被廉頗指指點點而對廉頗心懷厭惡，即位後便將其兵權沒收，被廉頗拒絕後憤怒之餘派出樂乘率軍討伐廉頗，但未能成功。
有次受其寵愛的春平君被呂不韋扣押而命令李牧前往咸陽將其帶回。
秦國派王翦領軍攻趙被李牧請求派出邯鄲的守備軍，但卻輕言拒絕並只許可鄴周邊的軍隊出陣。
鄴之戰後期，以朱海平原的戰敗為由派兵將李牧從前線押回邯鄲，並在鄴城失陷後決意處決李牧，但死刑執行前於澡堂飲酒遭到下毒，最後在一眾侍童們的冷眼嘲諷下毒發身亡。
趙武靈王
趙國的第6代大王。
推行「胡服騎射」政策，令趙國成為強國也使得騎兵於中華興盛。
嘉
趙國太子。
與其父悼襄王不同，生性善良視民如子，而被李牧認為是照亮趙國的光
李牧向趙王求邯鄲的援軍不成，向李牧道歉，並告知若是需要他以王族身分到前線鼓舞士氣可以隨時請求。
李牧被押入地牢後，試圖為李牧向悼襄王求情，但反被對方咬下右耳。在趙悼襄王死後原本想要重整朝政，但父親趙悼襄王生前立了遺言廢了自己的太子地位改立幼子王子遷為太子來繼承王位，事後和支持者們遭到郭開的清算，雖然在李牧等人的援護下從邯鄲逃去了北部的城市法紹，但也因此對趙國的未來感到無比絕望。
遷
趙悼襄王的幼子，性情十分嗜虐。
因父親趙悼襄王生前立了遺言廢了嘉的太子地位改立自己為太子來繼承王位，成為趙幽繆王。自知自己不受到李牧等武將親近，但卻告訴李牧任由他使用趙國地區的其他軍隊
趙季伯
趙悼襄王的伯父
鄴的城主，當秦軍來犯時曾一度大量收留來自受秦軍攻陷城池的難民，但在鄴城糧草耗盡時因難民暴動闖出城門從而導致鄴城被桓騎軍趁隙突入，鄴城失陷後絕望的從城樓跳下自盡。

### 前三大天
廉頗
趙國前三大天之一，詳細請參考#魏國。
趙奢
趙國前三大天之一，現已逝世。
藺相如
趙國前三大天之一，於人生巔峰期便逝世。
據李牧所說，是具備強大"智"與"勇"的名將，武力本身較不突出，因而較依賴其麾下的武將。
其麾下有批被稱為"藺家十傑"的武將，將死之際當中的八位意願上戰場赴死，而僅剩的兩位武將堯雲和趙峩龍則被叫回來託孤，指示他們留下來奮戰殺敵。
在堯雲和趙峩龍的回憶中相信中原有一天將會統一。
2020年YJ26號發布的兩百六名角色；總計十六萬多人氣投票結果中，以693票獲得第34名。

### 新三大天
龐煖
配音：高塚正也（日本）；何志威（台灣）；劉文光（香港）
新三大天之一，也是追求超越人類步入神的領域的求道者，並以成為超越人類的武力極致為目標，自稱武神，擁有與羌瘣相同戰鬥原理。
曾殺害六大將軍之一的摎但隨後遭遇憤怒的王騎猛攻而敗北，為了雪恥而又回山上持續修練直到九年後為與王騎一戰而在馬陽之戰中擔任總大將，但常不在本陣中。與王騎二度對決時，一度被王騎壓制，但因王騎被偷襲而轉勝。
在南道向咸陽進攻時遇到麃公軍的追擊，雖然最後將麃公打倒，但也因此傷了一臂。
在蕞城與信的對決中被李信刺傷，之後因晉成常的勸說下接受李牧的命令撤退。
朱海平原之戰第九日在朱海平原附近的森林感受到信斬殺岳嬰時的衝擊，第十四日晚上來到秦左軍的營地大開殺戒被胡漸刺傷左腳將對方斬殺後又回到森林。
朱海平原之戰最終日為了尋找自身"道"的答案出現在李牧的本陣阻擋飛信隊，在擊倒羌瘣後與信對戰，雖然持續壓制信但對方卻總是能再站起來因而感到難以理解，經李牧解釋龐煖其實早已在與王騎初次會戰就已踏入武的極致，但龐煖沒能理解人類背負意志戰鬥發揮的力量才是人類強大的真正原因，也因此戰鬥往往難以輕鬆取勝。
之後逐漸意識到自己所追求的道其實並不存在，這才是真正的答案。最後被信以王騎之矛斬殺死於朱海平原。
父母是周遊列國的名醫，一家三口皆擁有以神奇的法術醫治他人的才能，因而被求道者找上並帶回山林以武神為目標教育。
李牧
配音：森川智之（日本）；何志威（台灣）；袁德基（香港）
新三大天之一，趙國的相國，本人文武雙全。被廉頗認為是「全中華最危險的男人」
曾滅趙國邊境的匈奴十萬騎兵，並有討滅王騎和劇辛的功績。使用關外的馬匹做為底下騎兵的用馬，擅長情報戰。
總集篇「李牧」中，被派往雁門鎮守時，因應匈奴的掠奪採取堅守不戰的策略，使雁門有很長一段時間不被匈奴掠奪任何東西。
與呂不韋促成了秦趙同盟，建議秦國攻打山陽，但得知山陽失陷後為壓制秦國，轉而合縱六國攻打秦國。
合縱軍在決戰日攻陷函谷關失敗後，秘密率領三萬趙軍，並下令要合縱軍各選出一千精銳（總計三萬四千），從武關後方的小城華沙開始向咸陽進攻。
在蕞城鑿戰七日後因楊端和率領的山之民突襲而被迫下令撤軍，至此等同宣告合縱軍侵略秦國的計畫失敗。
因合縱軍攻秦失利被追究責任，失去相國官職並被派到前線做現場監督。大膽預測秦國將面臨最激烈的內亂期。
在著庸之戰結束後，開始關注到秦國將會朝打破七國平衡的政策方針邁進，進而十分留意贏政與呂不韋的權力爭鬥。
贏政與呂不韋政爭獲得勝利後，派慶舍率四萬軍隊前往黑羊支援紀慧對抗桓騎軍，戰後雖對自己輕估了桓騎實力和慶舍喪命等事感到惋惜，但也因此發現桓騎的弱點並立誓要為慶舍報仇雪恨。
蔡澤帶齊國君王王建王前往秦國時需經過趙國邊境，作為讓路條件也順道前來秦國，並嘗試與贏政談判，希望能朝七國和平的政治方針前進，但被贏政拒絕，因此感到失望並撂下"最後會滅亡的將是秦國"的狠話後離開，並為抗秦的全面戰爭做準備。
2020年YJ26號發布的兩百六名角色；總計十六萬多人氣投票結果中，以2018票獲得第18名。
肥下之戰遭到桓騎的埋伏，一度陷入困境，但之後因後軍支援爾化險為夷，後因擊殺桓騎被封為「武安君」。
番吾之戰先以自己為誘餌引出李信到番吾，但後者之後有所察覺。
司馬尚
新三大天之一，趙國東部「青歌城」城主，據聞對中央十分厭惡而總是稱病不出，僅在青歌城遭受威脅時才會動身。
但實際上擁有讓李牧認可能擔當三大天的實力，不過並沒有接受徵招。
得知燕軍逼近青歌城時，親率5000兵力出擊。之後與燕軍交手時見兀魯多撤退便也自行返回青歌城。
於番吾之戰首度露面參戰，並指揮趙中央軍對陣王翦軍。後被倉央證實其已正式成為新任的三大天之一。

### 趙國武將
趙括
配音：高橋英則（日本）
趙國大將軍，趙奢之子。在長平之戰取代廉頗擔任趙軍指揮官，在戰爭後期想突圍出城時，被當時為副將的王騎帶兵攔截，並一刀斬於馬下。
冬顔
趙軍騎兵隊隊長，在發現嬴政逃出趙國時率領騎兵隊追殺嬴政。被前來接應的昌文君擊退。
趙莊
配音：津田健次郎（日本）；梁興昌（台灣）
趙軍軍師，在馬陽之戰實際指揮趙軍的人，死於騰的劍下。
齊明
趙莊的副官。在馬陽之戰中受了重傷。
馮忌
配音：濱田賢二 / 我妻正崇（VOMIC++）（日本）；何志威（台灣）
軍師，擅長分析戰局，人稱「頭腦的馮忌」。愛好遠距離作戰，有著害怕敵軍接近及的習性，因而被王騎設計，被作為別動隊突襲的信所殺。
李白
配音：桐本琢也（日本）
人稱「守備的李白」。
以防守知名的將軍，善用各種防守戰術，曾以五千兵力在燕軍的五萬大軍手中保護過一座城池
在馬陽之戰與蒙武軍交戰但遭其擊潰而撤至山中，隨後和公孫龍與鳞坊、同金兩軍對峙直至戰爭結束，期間曾有意圖要回援趙莊，但被公孫龍告知這場戰爭的真實目的後而作罷。
函谷關之戰時以戰術壓制飛信隊。
萬極
配音：武藤正史（日本）；何志威（台灣）
人稱「特攻的萬極」。
馬陽之戰時，率軍接應獨自移動的龐煖，並追擊剛被擊敗的信與尾到。
長平之戰趙軍的倖存者之一，率領同為長平之戰的遺族和遺孤作戰，認為戰爭必會使仇恨造成循環。因為刻意殘殺秦國平民而被秦軍列為天敵，被認為是絕對不能放進咸陽的人。
在函谷關之戰時受命追擊麃公軍尾部，被及時感覺到而回援的信打倒，最後在聽完信說完政的理想及自己的誓言"絕不會做長平之戰的事"後死去。
公孫龍
配音：齊藤次郎（日本）；何志威（台灣）
人稱「萬能的公孫龍」。臉上有許多傷痕，在馬陽之戰後，時常作為李牧的隨從出使秦國。
馬陽之戰和函谷關之戰皆有出陣，秦軍攻鄴城時，率領遼陽一帶的軍隊迎戰楊端和，之後舜水樹前來接手指揮，而後受舜水樹命令和犬戎聯手圍剿山之民，但於亂戰中被斬斷右手臂。
涉孟
配音：水島裕（日本）；吳文民（台灣）
人稱「破壞的涉孟」，自認比過去的秦國六大將軍還強。在馬陽之戰中，因挑戰王騎而被王騎一刀斬於馬下。
剛亂
趙國千人將。所率領的部隊為重裝騎兵隊。但在馬陽之戰開戰時遭蒙武軍殲滅。
魏加
中原十弓之一。馬陽之戰中，帶領部隊來到戰場與李牧會合，為使龐煖反敗為勝而對王騎放冷箭，但旋即被信所殺。
海音
配音：優希知冴（第1季、第2季）→村井美里（第3季、第4季）（日本）
李牧身邊的女劍士。擔任李牧的護衛，對河了貂友善。
總集篇「李牧」中，在雁門出生長大，仇視經常來掠奪的匈奴。一開始對李牧的策略有所不滿，但因李牧的一番話而認同李牧的做為。
在軍中人緣頗佳。在蕞城攻防戰中從城牆上摔落時，有很多士兵願意在城牆下當肉墊以接住海音。
朱海平原之戰時已是三千將。
宜安之戰成為五千將。
2020年YJ26號發布的兩百六名角色；總計十六萬多人氣投票結果中，以1083票獲得第27名。
樂乘
趙國繼廉頗之後的第二號大將軍。曾與廉頗並肩作戰二十年。與樂毅是同族。
為了執行趙悼襄王的命令，收回廉頗的兵權，而與廉頗展開一場廝殺，結果被廉頗突入本陣而敗北。
慶舍
配音：平川大輔（日本）
趙國將領。在趙燕之戰前聯絡龐煖，傳達李牧的話。擔任合縱軍--趙軍的副將並指揮趙軍。
與麃公同屬於本能派的將領，會設下連環圈套使敵人中計受創，而被李牧稱為蜘蛛（李牧則將麃公稱為獅子），更稱之為「沉默的獵人」，能解讀麃公的動向。
於黑羊戰役中負責統領趙軍抵抗由桓騎指揮的秦軍，第一天便親自帶領騎兵隊襲擊桓騎軍側翼。然而在第三天的時候因為桓騎沒有下令全軍總攻擊而讓他的期望落空(第四天的時候也是一樣)，以致於讓慶舍失去冷靜，決定親自出陣攻擊飛信隊。儘管在紀慧等人的抵擋下讓他能夠回到山丘上，但還是被從後頭追來的飛信隊給逮個正著。最後與李信一對一單挑的時候因為過於分心大意，使得李信抓到機會重創他，重傷加上失血過多而戰死。
2020年YJ26號發布的兩百六名角色；總計十六萬多人氣投票結果中，以819票獲得第31名。
岳嬰
配音：松本忍（日本）
慶舍的副將。
性情乖張易怒。
黑羊之戰初日受慶舍命令截擊澤諾和雷土。
在軍中是沒有羈絆的孤狼，但被慶舍認同其價值而誓死追隨他，在慶舍死後，便一直仇恨著桓騎和信。
之後朱海平原之戰隨李牧出戰並安排在趙左翼迎擊亞光和王賁，初日作為第一陣出動，軍隊曾受到亞光軍強攻的創傷，之後又在秦軍被馬南慈吸引注意時趁勢反擊。
朱海平原第九日被秦軍鎖定為擊殺目標，見到前來的飛信隊便怒髮衝冠，曾一度以強烈的怒意與底下的軍隊將飛信隊壓制，但親自上前攻擊信時卻仍被對方以王騎的矛一刀斃命。
金毛
配音：拝真之介（日本）
慶舍的副將，比慶舍還年長。
黑羊之戰第二日與摩倫交戰勝負未果。
第四日查覺到慶舍下山襲擊飛信隊的異樣而打算支援但被磨輪阻止，之後慶舍為飛信隊所殺，原本打算撤退但被紀慧攔阻並由紀慧繼續指揮作戰，並由於桓騎撤退而暫時保住山頭，但最後一日早晨看到桓騎送達的拱門和攻伐離眼的信函紀慧卻因此動搖起了離山的念頭，雖然表示不會否定紀慧的決策但也警告對方慎重思考"趙國和離眼"的利益衡量，但最後紀慧選擇離山去解救離眼，因此獨自與岳嬰留守，但在飛信隊和澤諾軍的猛攻下而撤離黑羊。
李牧佈陣在趙國西部時又被召往前線，朱海平原之戰時被李牧留在趙中軍。
朱海平原最終日，受李牧命令阻截意圖夾擊趙中軍的飛信隊，但被亞花綿擊退，返回趙中軍後再次迎戰飛信隊，戰況卻越顯吃力，發現飛信隊是接受河了貂的指揮影響戰況，因而孤注一擲帶領小隊去襲擊河了貂，並將其逼至絕境，但被仁和淡先後阻止，並身重淡的箭矢而倒下，身受重傷仍不放棄認為就是有像飛信隊這種追尋夢想的人才會讓戰亂持續，被河了貂以"你們的想法由我們背負前進"回駁，最後稍微理解慶舍輸給信的原因，隨後出刀之際被淡一箭爆頭，戰死。
傅抵
配音：花江夏樹（日本）
趙國三千將。自稱將是拿下三大天最後一席位的人，並且把海音當作是「未來的媳婦」。實際上沒什麼人緣。
蕞城之戰第二日，攻上城牆後，憑借速度，一度將信、龍川、田有等人砍傷，但最後被信打倒，並且被龍川一拳打下城牆，但同海音被士兵作為肉墊接住而未死。
蕞城之戰最後一日，見楊端和率領山民趕來支援蕞城時曾企圖去取其首級，但見到對方卻是個艷麗的女人而驚訝，隨後被出現的藍凱牽制。
戰後常隨李牧與海音出現。
秦國攻鄴時，燕軍藉此趁機襲擊趙國，卻意外從李牧口中得知在當地的青歌城有名叫司馬尚的城主曾拒絕三大天的任命而相當受打擊
朱海平原之戰與李牧待命於中軍，決戰當天奉李牧命令襲擊王翦本軍，但被王賁與蒙恬阻攔而失敗。
宜安之戰成為將軍。
隨後在肥下之戰與馬風慈一起支援被桓騎軍埋伏的李牧軍，與桓騎軍的厘玉打成平手
晉成常
配音：卷島康一（日本）
李牧的副將。與李牧一同前往南道攻往咸陽。沒有牙。
因合縱軍在蕞城被山之民襲擊，在撤軍時自願負責斷後。認為秦本來必定會滅亡，而山之民的介入打亂既定的歷史，但反被楊端和訓斥。最後在亂軍裡死於巴吉歐的刀下。
昧廣
配音：中島卓也（日本）
趙國將軍。率領二萬趙軍攻打屯留一帶。
後配合屯留的反叛軍，對討伐軍的側翼發動偷襲，但因為飛信隊的出現而被擊退。
紀慧
配音：石井康嗣、置鮎龍太郎〈青年時代〉（日本）
趙國邊境的「離眼城」現任城主，於秦軍進攻黑羊時被任命為慶舍的副將。
擁有與眾不同的領袖風範，光是現身於士兵與將士們面前就足以提高士氣。其戰略與武藝有將軍級的水準，被黑櫻視為危險的存在。其名聲之所以沒能傳遍趙國甚至其他六國是因為「離眼的悲劇」。當時因為離眼城與附近的暗何城爆發「旦虎之戰」，雖然紀慧討伐了暗何城城主唐寒，但離眼城被唐寒之子唐釣率領守兵佔領並俘虜城內所有人，最後以紀慧之父紀昌與其親信自願替換成人質並被活活燒死而結束。其後五年致力於復興離眼城，又花了三年使暗何城歸順。
黑羊之戰後期設法營救被桓騎的計謀圍困的慶舍，之後慶舍被信打倒，金毛曾提議撤軍但仍堅持要與秦軍抗衡到底，雖然桓騎之後主動撤出山丘而成功站據山頭，但不久收到了來自桓騎的"禮物"後才發現這些都是桓騎以離眼城居民的性命要脅，企圖引誘自己下山追擊的陰謀，與金毛討論相關事宜雖然引發非議，但在與趙國和離眼的選項中依舊選擇了後者，率領馬呈在內的離眼軍返回離眼城，並引領居民避難，導致黑羊也因此遭到攻陷，戰後被流放至灰城。
李牧佈陣在趙國西部時又被召往前線，朱海平原之戰時被李牧安排在趙右軍迎戰僅5000人的樂華隊。
劉冬
配音：川原慶久（日本）
紀慧的副將，與馬呈一樣父母早年雙亡後成為孤兒而被紀昌收養，與紀慧、馬呈三人情同手足。
擅長於佈置陷阱與制定戰術，讓黑羊戰役初期的河了貂感到棘手。於第一天晚上遇到前來暗殺的羌瘣並反傷她，但被羌瘣的豁命一擊而重傷，缺席隔日的戰鬥。在第四天的時候前去協助與澤諾交戰的紀慧，看到想趁慶舍回山丘上之前進行偷襲的飛信隊並予以攔截，然而卻遇上了負傷歸來的羌瘣。最後與羌瘣進行死戰，不敵其實力而戰死。
馬呈
配音：三宅健太（日本）
紀慧的副將，與劉冬一樣父母早年雙亡後成為孤兒而被紀昌收養，與紀慧、劉冬三人情同手足。
力氣相當大，能輕鬆揮動手中的大斧。黑羊戰役中與初次見面的李信交手過，於第二天照劉冬的建議在河岸邊佈陣防守，但最後因為渕等人過河成功而被迫撤退。
紀昌
配音：大塚芳忠（日本）
紀慧之父，也是「離眼城」的上任城主。
為人仁慈，因為施行善政而被人民景仰，將城裡的百姓們看作是自己的孩子們一樣。因為離眼城於旦虎之戰中遭到唐釣襲擊，為了保護人質而決定自願與其他親信們代替作為人質。親口任命紀慧為新任城主之後便與其他人一起被燒死，死前還對紀慧說了一句：「守護好離眼的孩子們」。
唐寒
暗何城的城主，以高壓手段統治暗何城。於旦虎之戰中被紀慧討伐。
唐釣
配音：井之上潤（日本）
唐寒之子，個性相當膽小害怕。於旦虎之戰中趁機率兵偷襲離眼城並俘虜城內所有人。因為紀昌答應其條件成為了人質而放走離眼城的百姓，最後下令放火燒死紀昌等人。數年後暗何城被紀慧招降，目前暫無消息。
舜水樹
李牧的副官，被公孫龍稱為「北方遺孤」，表情看似無神但思路清晰，黑羊一戰後與李牧一同出現在黑羊，認為慶舍身亡雖是損失，但也因此找到了隱藏的良將紀慧
李牧佈陣在趙國西部時，在前線擔當情報蒐集的工作，並從金安的不穩定現象推測出秦軍有意繞道潛入趙國本土。
當秦軍進逼鄴城時，被李牧安排前往遼陽戰線取代公孫龍擔任趙軍主將。
遼陽之戰第二日當晚透過遼陽的地下密道潛入壁軍的糧倉縱火燒毀，並使得山之民和秦軍陷入糧食危機，又於第九日察覺到楊端和企圖擊殺以戈巴為首的犬戎三將的計畫而令重兵援護並設計伏擊楊端和傾犬戎和趙軍的主力打算將對方一網打盡，未料戰況卻因為遼陽城遭到猿手族襲擊以及羅佐戰死而使戰況出現戲劇性的逆轉。
進入第十日後回到遼陽城邊察覺城池已然淪陷，並被剩餘的犬戎族告知其歸降之意，進而宣告了趙國於遼陽之戰的失敗，隨後領軍撤出遼陽並轉而前往列尾阻截秦軍的糧道。
鄴城失陷後，依然封鎖列尾來隔絕鄴城和秦國之間的聯繫，原本打算等待李牧調遣北部的援軍支援，但得知李牧將被處刑的消息而異常震怒，最後接受扈輒的提議而隨同撤軍，並揚言即使要殺死趙王也要救回李牧。
馬南慈
李牧的副官，年長臉上有道傷疤，黑羊一戰後與李牧一同出現在黑羊。
由於長時間在雁門與匈奴交戰，因此在武力和戰術運用上都有可觀的水準，被譽為「雁門的鬼人」。
當秦軍進逼鄴城時，隨李牧朝鄴城進軍，並於朱海平原遭遇王翦的軍隊，隨後被李牧安排在趙左軍迎戰王賁和亞光的秦右軍。
青華雲
中原十弓排名前三之一。
扈輒
鎮守邯鄲的趙國將軍，在李牧失勢後接任其軍總司令的職位並成為大將軍，人稱「王都守護神」。
鄴之戰奉李牧的命令在秦軍進入王都圈後前去佔領列尾並封鎖秦軍的糧道。
鄴城失陷後，依然封鎖列尾來隔絕鄴城和秦國之間的聯繫，原本打算等待李牧調遣北部的援軍支援，但之後得知援軍不會到來和李牧將被處以極刑的消息後，而決定撤軍並提出保存軍力部屬於邯鄲附近的決策，並與舜水樹一同撤離列尾。
鄴之戰結束後，在邯鄲以南的防線指揮趙軍與秦軍對峙。
在王翦、桓騎、楊端和成為六大將軍後，開始對邯鄲前方的最後據點平陽、武城步步進逼，其中尤以桓騎軍最為靠前，遂率領十五萬的主力軍並與和桓騎軍交戰的九萬趙軍合流將桓騎軍以八天的時間逼到絕境，但也對桓騎刻意展開一場沒有勝算的戰鬥感到疑惑，因此對後來被竜布抓捕的雷土進行嚴刑逼供，無果。
為了以防影丘的戰況發生意外，因而令虎白公軍預留5000人於本陣附近，之後得知岳白公戰死的消息，便將該5000人派去阻止前來的飛信隊，殊不知這其實是桓騎為奇襲本陣所設下的圈套，隨後本陣遭到澤諾軍襲擊，進而意識到桓騎潰敗的假象是比照孫臏當年藉由讓敵人誤判逃兵數量進而伏擊魏軍的計策，原想離開本陣，但仍被桓騎帶領朱蒙一家阻攔。
最終為不被羞辱而自刎，被朱摩一家圍攻身亡。
趙泊
趙國東部的最高長官，被燕國人揶揄為"鈍足"。
在兀魯多與司馬尚交戰之際，率東部主力軍進攻燕國的貍、陽兩城。
堯雲
原三大天藺相如的副將，平時鎮守於邯鄲。
藺相如麾下的武力象徵，本能型武將，被河了貂稱為藺相如之"劍"。麾下直屬的精銳部隊名為"雷雲"，雷雲中更有批最精銳的十名使槍手被譽為"十槍"，擊殺敵方要將時會偕同十槍組成雷獄的圍剿陣勢從四面八方攻擊來達到防止對方逃跑以確實殺死對方的目的。
秦軍進逼鄴城時，李牧返回邯鄲整頓兵馬，明白趙王不會派兵的個性而自領私兵自願跟隨李牧出陣。
於朱海平原遭遇王翦的軍隊，被李牧留在趙中軍迎戰王翦的秦中軍。
朱海平原第三日被李牧調去趙左軍，並與前來支援的信交戰，勝負未果，第十三日在李牧的授意下趁麾下軍隊與飛信隊交戰時暗地帶領精銳部隊雷雲潛行至玉鳳隊的本陣奇襲王賁，並以"雷獄"陣式將王賁逼入絕境，雖然最後擊倒了王賁，但也被對方以龍指傷及右臂。
朱海平原十四日晚上得知趙峩龍的死訊後，即便右手尚未恢復但仍決意隔天親自上陣，最終日親自前去迎擊飛信隊和玉鳳隊並與王賁對上，最後被王賁貫穿身軀而死，臨終前向王賁和信傳達藺相如統一天下的期許。
趙峩龍
原三大天藺相如的副將，平時鎮守於邯鄲。
不同於外貌的豪邁感，心思十分細膩，被河了貂稱為藺相如之"盾"。
麾下直屬精銳部隊名為"土雀"，以徐肖和徐林為左右翼統領
秦軍進逼鄴城時，李牧返回邯鄲整頓兵馬，明白趙王不會派兵的個性而自領私兵自願跟隨李牧出陣。
於朱海平原遭遇王翦的軍隊，被李牧安排在趙左軍迎戰王賁和亞光的秦右軍。
朱海平原第十四日，作為統籌趙左軍的智將而被河了貂訂定為擊殺目標，一度令"土雀"將飛信隊主力包圍，卻因羌瘣和羌瘣隊的關係，再度被推回去。
逃入森林後與追擊而來的信決戰，最後於決勝之際想起藺相如的話並將思念寄託給堯雲後戰敗身亡。
徐林
趙峩龍的部將，使用長槍，與徐肖聯手襲擊信並趁信毫無防備攻擊，卻反被信斬殺，戰死。
徐肖
趙峩龍的部將，使用長槍，與徐林聯手襲擊信，徐林被斬殺後悲憤之下強化土雀的攻勢，讓飛信隊陷入更艱鉅的苦戰，但羌瘣的出現被逐漸化解攻勢，出面與羌瘣單挑，被羌瘣一刀斬殺，戰死。
共伯
李牧本軍的部將。
朱海平原最終日，作為李牧本軍先鋒迎戰王翦本軍先峰田里彌的軍隊，並一度占上風，隨後倉央和王翦相繼介入戰鬥而開始與對方惡戰，與倉央的副官系凌戰鬥，反被對方擊殺。
雷伯
李牧本軍的部將。
朱海平原最終日，待命於共伯軍的後方，隨後王翦親自出兵攻伐並反遭對方殲滅過半的兵力，隨後同其他趙軍與秦軍惡戰。
晉利問
鄴城的守將之一。
對於鄴城主開放大量難民入城一事頗有微詞。
胡呂
鄴城的守將之一。
在鄴城城門遭叛民打開時本想迎擊桓騎軍,但卻被進來的澤諾一擊打死，
龍白公
扈輒的副將「三公」之一。
平陽之戰時，於趙左翼帶領趙軍壓制雷土的軍隊，不料兒子曹還被對方俘虜而隻身冒進，發現曹還已遭雷土殺害綁在樹上旋即遭到雷土軍伏擊，死於雷土之手。
岳白公
扈輒的副將「三公」之一，身材魁武但有著敏捷的身手，能用仿似蚩尤的體術揮舞鐵球槌戰鬥的巨漢，同時也配有能搭配自身體術戰鬥用的彎刀"月刀"，底下有著名為"閃叫"的近衛兵團。
平陽之戰時，鎮守位於秦軍左翼的影丘，憑藉地形優勢讓王賁指揮的秦左軍陷入潰敗局面，但面對李信接手秦左軍的指揮後，卻被對方的步兵團攀岩登上防備虛弱地段，進而導致防衛崩盤，隨後親自出面迎戰李信，並以其獨特的戰鬥方式使李信陷入苦戰，但最後仍在膝擊被對方以劍反傷膝蓋而影響動作得空檔，被李信趁機拿回王騎之矛一刀斬殺。
虎白公
扈輒的副將「三公」之一。
閼與之戰與新的龍白公龍布再次出現前去奇襲田里彌的本陣但被王翦阻擋，後幫助龍白軍進攻桓騎的本陣，龍布被信殺後，和從走暗道的舜水樹一起回到了宜安參加宜安之戰。
肥下之戰與上和龍一起去支援李牧，後襲擊桓騎時被其斬殺。
紀章
岳白公的參謀，代替岳白公指揮軍隊佈陣，岳白公被李信斬殺後，試圖重整旗鼓，但被突進本陣的亞花綿斬首。
竜布
龍白公的長子。
在龍白公衝入雷土的陷阱時試圖救駕，雖然成功把雷土打倒並俘虜，然而父親和弟弟曹還卻都已死亡因而崩潰欲絕，但仍強忍怒氣將雷土押回扈輒的本陣，後被扈輒任命成為新的「龍白公」。
閼與之戰與虎白公再次出現前去奇襲田里彌的本陣但被王翦阻擋，後轉而進攻桓騎的本陣，被李信斬殺。
趙忽
鎮守邯鄲的趙國將軍，被稱為英傑
扈輒戰死後，曾一度被推薦接任其總司令的職位，但被認為太早並擔憂其喪生而作罷。
樂彰
隸屬青歌城的將軍，青歌軍第二武將，扈輒死後李牧被召回邯鄲時，跟隨李牧前往邯鄲。
在軍議中發現李牧將目光放在宜安上，預感將有令秦軍受挫的大事發生。
在宜安之戰中與上和龍共戰，一度砍傷蒙恬，後被信與樂華軍的陸仙阻撓讓愛閃得到砍傷樂彰的機會。
肥下之戰支援李牧本軍遭遇飛信隊，便轉而全力阻擋飛信隊支援桓騎。
番吾之戰被安排在司馬尚的趙中央軍與王翦軍對陣。
上和龍
隸屬青歌城的將軍，扈輒死後李牧被召回邯鄲時，跟隨李牧前往邯鄲。
對吉‧亞加似乎頗有微詞，戲謔其是大猴子跟人類生下的人，認為自己才是青歌第一的猛將。
在宜安之戰中與樂彰共戰，斬殺了飛信隊黒麃的岳雷。後因蒼仁兄弟的弓箭受到阻礙而被信砍傷。
肥下之戰與虎白公一起去支援李牧，一度重創受傷的澤諾，認為對方已死，卻被澤諾擠爆臉死亡。
坎‧薩羅
隸屬青歌城的將軍，青歌軍實質最強的武將，實力僅次於司馬尚。
原本在李牧返回邯鄲時仍待命於青歌，之後又接受命令前往狼孟指揮當地的軍隊。
半年後，二十萬秦軍將要越過狼孟時，與吉‧亞加帶領僅數萬人的狼孟軍隊其發動襲擊。
於番吾之戰開戰前便離開狼孟與司馬尚合流，同時被安排於趙中央軍與王翦軍對陣。
吉‧亞加
隸屬青歌城的將軍，青歌第一猛將，似乎有些不擅言詞。
原本在李牧返回邯鄲時仍待命於青歌，之後又接受命令前往狼孟指揮當地的軍隊。
半年後，二十萬秦軍將要越過狼孟時，與坎‧薩羅帶領僅數萬人的狼孟軍隊其發動襲擊。
於番吾之戰開戰前便離開狼孟與司馬尚合流，同時被安排於趙中央軍與王翦軍對陣。
呼昂
隸屬青歌城的五千將，相貌酷似李信。
馬風慈
馬南慈的兒子，趙國五千將。
肥下之戰和傅抵帶著雁門兵去支援李牧。
袁環
隸屬宜安城的將軍，相貌友善，宜安之戰開戰前建議李牧對全軍鼓舞士氣。
在宜安城被秦軍攻下後惱怒的劈斷了桌子，事後得知桓騎去進攻肥下城而匆忙的趕到肥下城。中了桓騎的燒城的障眼法。
於番吾之戰被安排於趙左翼指揮七萬軍隊對陣三萬人的飛信隊。
骨珉伯
隸屬雁門的將軍。在宜安之戰前收到李牧的來信而激動不已。
於番吾之戰被安排於趙右翼對陣楊端和軍，自認在宜安之戰沒能表現打算在此戰役大顯身手。

### 犬戎族
曾經一手毀滅周朝的犬戎一族後來支離破碎，一部分的犬戎族群定居於太行山，並以遼陽為據點形成一個不受趙國中央管轄的自治區，即便趙國高官也無法輕易深入其中，羅佐死後，該地的犬戎族全體歸順楊端和。
羅佐
掌控遼陽城的犬戎之王，統治族人的手段強硬且殘酷，若有部下在戰鬥中失手便會將其處死同時其家屬也會被連坐處刑。
遼陽之戰初日，見到趙軍將以楊端和為首的山之民軍引來其地盤一事起初感到不滿但見到總大將舜水樹盔甲上的狼頭圖騰以及其通曉異族相關的語言進而產生興趣，之後與舜水樹談妥條件與山之民開戰，同時對楊端和有著雄厚的佔有欲。
遼陽之戰第九日，親率主力軍與趙軍合力將楊端和逼至絕境，卻遭遇飛戈王的軍隊從側部突襲，便親自前去迎戰，並一度將飛戈王壓制，但要給予飛戈王最後一擊時，卻被身後的壁死命一擊爆頭，當場戰死。
戈巴
羅佐的親族，三兄弟的大哥。
遼陽之戰初日，曾與巴吉歐打成平手。
遼陽之戰第九日，迎戰巴吉歐、塔吉夫和修曼的軍隊，並不戀戰而很快離開，而後楊端和親自領兵要阻退其後路，但實際上是聽從舜水樹的指示引誘楊端和出面藉此讓羅佐和公孫龍率領各自的主力軍將楊端和一網打盡，楊端和率軍突圍時卻朝自己進攻過來，戰鬥沒幾下便被對方削斷雙手並被斬下腦袋而戰死。
布內恩
羅佐的親族，三兄弟的二哥。
在三兄弟中性情最為殘暴，對待底下的軍隊毫不留情，會使用不分敵我任意攻擊的戰術，而有著恐將的稱號。
遼陽之戰第九日，迎戰壁軍和梅拉族，起初對壁軍試探，先誘導讓壁軍衝入陣內之後將自己手上的精銳部隊留於陣中算計壁，打算將對方一網打盡，隨後梅拉族亂入戰鬥但仍對亂戰中施放亂箭，造成敵我重大傷亡，並殺死企圖前來急襲的卡塔利導致壁軍和梅拉族暫時撤退。
深夜後率軍轉而追擊楊端和，企圖對楊端和圍剿時被吉塔莉帶領的梅拉族追上，最後與吉塔莉交戰落敗而逃並被追上大卸八塊而死。
托亞庫
羅佐的親族，三兄弟的小弟。
遼陽之戰第九日，迎戰飛戈王的軍隊，被飛戈王殺到陣前受挑撥出手，結果直接被擊斃。
吉利
布內恩的親衛隊長，壁軍深入布內恩軍時出面重擊對方，之後被出現的卡塔利打倒但死前仍擒伏住卡塔利使其被布內恩殺死，自己也被布內恩的刀貫穿而死。

### 趙國文官
郭開
配音：福松進紗（日本）
趙國官員，與趙悼襄王同樣有著不良的品行。
一度於函谷關之戰李牧被流放期間取代李牧成為趙國宰相，與呂不韋暗中有勾結。
鄴城失陷後，到監獄數落李牧，同時將李牧多次對趙王的進諫擋下，隨後以舜水樹為首的李牧派試圖救援李牧，指揮趙王派的軍隊進行攔阻。
趙悼襄王因故死亡後一度失勢，但被其妻帶著趙悼襄王的遺詔，宣布太子嘉失權而倖免，之後便對李牧和嘉等人展開追殺。
平陽之戰後由於扈輒戰死，對於邯鄲內缺乏適用將領而感到焦慮時收到廉頗意願回國的消息，但擔憂會被廉頗肅清，而對趙王遷謊稱廉頗一餐失禁三次，使廉頗無法再回趙國，最後在萬般無奈下重新復用李牧擔當趙軍總司令。
胡周
年長的趙國官員，秦軍向鄴城進軍時在邯鄲收到李牧的來信而向趙王商議出兵事宜。
韓倉
趙國官員，郭開一派的重臣，心思沉著穩重。
得知廉頗將會回趙國，對郭開等眾臣聲稱廉頗回來定會肅清郭開一派。

### 其他
紫夏
配音：大原沙耶香（日本）
趙國的黑市商人，紫家的女頭目。原本是戰爭孤兒，在快要餓死的時候被一名商人（即日後的養父）所救。後繼承父業。
受道劍所托幫助當時年幼的嬴政逃出趙國。為了保護嬴政而被趙軍亂箭射死。
2020年YJ26號發布的兩百六名角色；總計十六萬多人氣投票結果中，以2329票獲得第17名。
江彰
配音：草尾毅（日本）
紫夏的兒時玩伴。後來成為紫夏的幫手。喜歡紫夏。
曾向紫夏告白但是被拒絕。
為了讓嬴政和紫夏擺脫趙軍追擊而企圖阻擋趙軍，但被趙軍騎兵刺死於馬下。
亞門
配音：落合弘治（日本）
紫夏的兒時玩伴。後來成為紫夏的幫手。喜歡紫夏。
為了拖住趙軍追兵而犧牲自己，用自己所駕的馬車去衝撞趙軍。
2020年YJ26號發布的兩百六名角色；總計十六萬多人氣投票結果中，以619票獲得第38名。

## 魏國

### 魏國大將軍
吳慶
配音：赤城進、大原桃子〈少年時代〉（日本）；吳文民（台灣）
魏火龍之一。原為魏國東方名為「甲」的小國的王族，後來被趙國所滅。在國滅之後不久頭髮幾乎都變白了。
之後作為信陵君門下的食客，並在信陵君幫助下，成為魏國將軍。
在蛇甘平原戰役中與麃公單挑而戰死。
吳鳳明
配音：浪川大輔（日本）
魏國大將軍，吳慶之子。擔任合縱軍--魏軍的總大將。
擅於使用機關作戰，製造大型井闌車卻屢次被桓騎利用而造成韓魏兩軍的損失。函谷關決戰時，利用巨型床弩製造了攀上函谷關的機會。
在騰率領秦軍攻打著雍時前往指揮魏軍。
在著雍本陣被攻破後與替身交換後突圍逃離，但被信所察覺，途中與靈凰會合並商討集全軍之力攻陷騰軍時被信追截，為求自保而出賣靈凰，隨後立即逃離戰場並下令全軍撤退。
鄴之戰後已成為魏火龍之一，被魏王召回王都討論秦國與魏國約盟的事宜，雖曾一度放言拒絕，但明白秦國開出的條件後仍領軍出陣前往楚國的什虎城。
於什虎之戰統領七萬大軍與秦國聯手夾擊楚軍，另外又派遣別動隊襲擊僅剩5000人的什虎城，並於戰況膠著時提出讓亂美破輔助騰作為主攻直取楚軍軍師壽胡王，為什虎之戰的勝利作出了卓越的貢獻。
2020年YJ26號發布的兩百六名角色；總計十六萬多人氣投票結果中，以602票獲得第40名。
廉頗
配音：楠見尚己（日本）
原趙國三大天之一。與王騎等六大將軍同期並立，跟王騎十分友好，也與同為三大天的藺相如自比為「刎頸之交」的好友關係。實力不輸王騎。
與新任趙王不合，厭惡干涉軍隊和戰爭的國王而離國到魏。
在信身上回想到當初聽到王騎所講「我們時代已過去，這時代是該交棒給年輕人」一語，便接受山陽之戰的戰敗。離開戰場時留下「到死為止都是現役」這句話。
因為山陽之戰的戰敗而被魏王流放。隨後流亡到楚國。
函谷關大戰戰報入楚時，對想增援的楚考烈王解釋，新派的援軍無法及時到達。
春申君身故後，將媧燐請去與李園會面。
得知趙國危難的消息，對邯鄲發信表達對趙國助陣的意願，並在使者面前大吃大喝以表示自己的狀態良好，但由於郭開從中作梗，導致返回趙國從此都無法實現。
2020年YJ26號發布的兩百六名角色；總計十六萬多人氣投票結果中，以1099票獲得第26名。

#### 魏火龍
靈凰
配音：田丸篤志（日本）
魏火龍之一。魏國軍事家，吳鳳明的老師。被安釐王關了十四年。後因吳慶說服景湣王之下得以獲釋。
據錄鳴未所說，他是被王騎及摎所認同被強敵。
與突圍途中的吳鳳明會合並商討集全軍之力攻陷騰軍時被信追截，被為求自保的吳鳳明算計，令信誤會靈凰是吳鳳明，信將其斬殺。
2020年YJ26號發布的兩百六名角色；總計十六萬多人氣投票結果中，以645票獲得第35名。
凱孟
配音：大塚明夫（日本）
魏火龍之一。被安釐王關了十四年。後因吳慶說服景湣王之下得以獲釋，王騎評為就像嬰兒一樣，但卻有猛牛之力。
紫伯
配音：田村真（日本）
魏火龍之一。原名紫詠，年輕時屢被父親（前任紫伯）派去戰況最激烈的前線戰場，但最後都能活下來並殲滅敵軍。後繼承紫伯之名，其槍術更勝於王賁。
因妹妹季歌遭太呂慈斬殺而引發魏火龍的分裂、對立。最後將太呂慈、晶仙、馬統三人殺死，卻也因此與靈鳳、凱孟三人被安釐王關了十四年。後因吳鳯明說服景湣王之下得以獲釋。
他的槍術被靈凰說在妹妹季歌死後，如同冰冷一般強大，而王賁感覺到他一心想求死
於著雍之戰的第三日死於王賁的槍下。
太呂慈
配音：魚建（日本）
魏火龍之一。以殺妻聞名。因斬殺身為紫伯之妹的妻子而遭到紫伯的復仇，死於紫伯的手上。
晶仙
魏火龍之一。死於紫伯的手上。
馬統
魏火龍之一。死於紫伯的手上。

### 魏國武將
朱鬼
吳慶的部將。與麻鬼一同奉吳慶之命合擊麃公，但被麃公所殺。
麻鬼
吳慶的部將。與朱鬼一同奉吳慶之命合擊麃公，但麃公到達之前，便死於信的劍下。
宮元
配音：小室正幸（日本）；梁興昌（台灣）
吳慶的副將暨軍隊軍師。被縛虎申所殺。
白龜西
配音：青木強（日本）
在蛇甘平原戰役中，擔任吳慶的副將。前往本陣救援的途中遇上王騎，因不敢行動而選擇不戰而退。
在山陽之戰中因廉頗對魏王建議而擔任總大將，但名字沒被廉頗記住。後在桓騎突入本陣時，選擇不示弱而被桓騎虐殺。
黄離弦
宮元的部將。擅長使弓。負責指揮宮元軍的連弩隊。被信所殺。中原十弓之一。
亂美迫
配音：木內太郎（日本）
魏國將軍。在著雍之戰對騰軍發動突擊。
荀早
配音：新垣樽助（日本）
凱孟的軍師。在著雍與飛隊對陣時突擊飛信隊本陣並俘虜河了貂，隨後被羌瘣俘虜。之後因信提出交換俘虜的要求而得以回到魏軍。
馬朱離
中原十弓排名前三之一，別名「神弓」的魏國最強弓兵，並曾在戰場上射殺百名以上的敵將，現已退居二線。
白公
中原十弓之一，在某場亂戰中被蒼源射中右眼。
荀詠
魏國將軍。
隨同吳鳳明參與秦魏聯合攻楚的什虎之戰，並於戰前向蒙毅傳達吳鳳明同意三年結盟的信息。
對陣玄右和白麗。
馬介
魏國將軍。
隨同吳鳳明參與秦魏聯合攻楚的什虎之戰
對陣玄右和白麗，被玄右斬殺。
龍范
魏國將軍，身穿金甲，麾下有著一批金甲的精銳騎兵「光華狼騎兵團」，言行舉止時常帶刺。
隨同吳鳳明參與秦魏聯合攻楚的什虎之戰
對陣玄右和白麗。
魚燕
亂美迫的副將。

### 廉頗四天王
輪虎
配音：櫻井孝宏（日本）
廉頗四天王之一（廉頗的飛槍）。外表看起來很年輕，實際上超過30歲。
原本是戰爭孤兒，後被廉頗撿來養大並成為優秀的武將。
廉頗與王騎對陣時，曾突破王騎軍的守備並砍傷王騎。
配刀是廉頗過去贈與的雙刀。曾對建議換刀的廉頗表示「到死都會用這把刀戰到最後」。
擔任部隊中軍，會在開戰前夜潛入敵陣，進行「武將狩獵」，並在開戰時利用臨時調派的適性問題擊潰敵軍。
擅長「輪動」戰法
與李信第二次戰鬥時被擊敗，當場死亡。
2020年YJ26號發布的兩百六名角色；總計十六萬多人氣投票結果中，以2454票獲得第15名。
玄峰
配音：後藤哲夫（日本）
廉頗四天王之一（廉頗的謀略家），廉頗與輪虎的老師。
山陽之戰第一天重創秦國中軍，但在援助介子坊而駐守其本陣時，被偷襲的桓騎取下首級。
介子坊
配音：檜山修之（日本）
廉頗四天王之一（廉頗的右腕）。武功高超且異於常人。
山陽之戰時負責魏軍右軍，雖然攻破桓騎本陣，但自己主陣也失陷。
最後決戰後，方率兵攻上秦軍總部的山寨，向廉頗提議殺光秦軍以掩蓋敗戰，但被廉頗阻止。
姜燕
配音：川田紳司（日本）
廉頗四天王之一，原是與趙國對抗的某小國勇士，在國滅之後投身曾敵對的廉頗麾下。
中原十弓之一，以鏑矢做為導引底下部隊的手段。
山陽之戰時負責魏軍左軍，視破王翦的二重圍地而將他逼入他自建的山寨，但反而因此被王翦牽制。

### 其他
季歌
配音：茅野愛衣（日本）
紫伯（紫詠）的妹妹。被太呂慈所殺。

## 燕國
劇辛
燕國的救國大將軍。文武雙全。視錢賣命，從趙投燕，曾向蔡澤說過有錢也可以入秦。
與「軍神」樂毅同時入燕，為了超越樂毅，總在樂毅陣外洞察其兵法運用，並以完全複製下來著稱。
之後在六大將軍時代的東方大顯神威。
趙國入侵燕時，視破李牧本陣位置，但前往襲擊時遇到龐煖，因過於高傲大意而低估了其實力，結果一刀斃命。
樂毅
被稱為「軍神」。早年應燕王招賢而入燕。燕國的救國英雄，把齊國逼於快要滅亡的名將。
被認為是在秦國六大將軍和趙國三大天之間維持均勢的第三大勢力。
兵法：以扭轉逆境的特殊戰法。
兀魯多
配音：木下浩之（日本）
燕國的大將軍。函谷關之戰擔任合縱軍--燕軍的總大將。
在山地帶出生、長大，對山的理解相當突出。燕國北方五十山岳族的王。
對楚國的宣戰布告感到無趣，而對突擊的麃公感到有趣。
在函谷關左側的山岳攻破王翦軍的山寨，但在快要攻到函谷關後方時反被王翦事先佈下的伏兵重擊，主力部隊幾乎全滅，並被困在山地。
在秦國攻趙時，趁李牧將軍力集中於西部時率軍藉機攻擊趙國東部，卻被司馬尚牽制，之後得知作為後路的貍、陽兩城遭到趙泊襲擊，而決意回國搶回兩城，使得侵略趙國的作戰至此告一段落。
仙手備
中原十弓排名前三之一。

## 韓國
張宰相
韓國的宰相。
贏政的加冕儀式進行時，作為韓國的代表前去參加。
秦國的六大將軍制度復活後，同意洛亞完的提議並決定派遣張印到楚國與媧燐會面。
值得一提的是在公式書霸道列傳曾被提及與後來漢朝開國元勳之一的張良有關。
寧
韓國的公主，同時也是韓非子的學生。
當秦國派遣騰等人前來韓國請韓非子入秦的時候，獨自出面阻攔秦國的使臣隊伍，但被洛亞完阻止。
成恢
配音：鳥海浩輔（日本）
韓軍的智將，合縱軍--韓軍總大將。
原本是相貌英俊的美男子，因研究各種高效性劇毒而經常與毒接觸，導致日後相貌有極大的改變。
不擅長武鬥，想逃跑時被張唐從後方一刀斃命。
洛亞完
韓軍第一將。
秦國的六大將軍制度復活後，向韓王提議在魏國和秦國同盟且趙國自身難保的情況下需向楚國結盟。
秦國來朝時親自接待了秦國使團。
過去與博王谷一度共同被列國稱為「魏趙之凶星」，年輕時便擊退魏火龍吳慶和趙三大天的廉頗，因其戰功極佳而迅速成為將軍，並多次被列國嘗試挖角，但都無果。
秉持著一生保衛韓國的人生信條，因此一生都留守在韓國本土，直到滅韓之戰開始的二十年來都未曾令自身的歷練增長。
滅韓之戰第一戰英呈平原開打時，十分自信能憑藉自身才能和數十年來對韓軍的演練來將騰和李信所率領的秦軍擊潰，也一度以「雷進」之陣令騰軍陷入苦戰，但最終在騰和干央、錄嗚未等人的活躍下被逼到絕境，其後橫橫趕來護駕並報告博王谷戰死李信早晚會朝他們這邊反撲需要先撤退重整旗鼓，明白大局已定後便聽從橫橫的建言決定撤退到後方的東砂平原再戰。
滅韓之戰第二戰東砂平原曾轉變戰略要靠防守消耗秦軍戰力，但在羌廆和騰的活躍下攻破了兩側防線後，最後直接退回新鄭。
橫橫
洛亞完的副官，疑似是山之民，頭戴山民的頭罩。
韓軍最強的戰士，除了具備強大的武力頭腦也十分靈光，能分析大局並做出正確的判斷。
奈棍
合縱軍--韓軍的本陣守備長，負責保護韓軍總大將成恢，但被桓騎的部隊纏住而無法回援,後來被張唐殺死。
馬關
韓軍兩千將。為了擾亂魏、趙、楚三國的情報而攻打靠出售情報維生的徐國，結果被前來救援的信一擊擊倒。
張印
合縱軍--韓軍代理總大將。
韓非子
韓國王族，是聞名中華的法學大家，與李斯同為荀子的門徒，有著口吃的毛病。
秦王某次無意間閱讀其相關著作而對其產生興趣，因此派遣介憶等使臣並由騰等人護送前往韓國將韓非子請入秦國，但韓非子本人對此不以為然，稱秦國為狗屎一般的國家。
對於曾與秦王出生入死又與常常燒殺擄掠的桓騎並肩作戰卻仍保持初心的李信相當有興趣，因此對其投以"人的本質究竟是善還是惡?"的疑問，打算以此來觀察秦王的為人。但被李信否定了兩個答案回答＂人的本質是火＂最終成功被說服前往秦國。
雖然表面上同意秦國的招攬而與贏政和李斯多次面談，但其真實目的是替韓國蒐集秦國的情報，後被不久前自趙國歸來的姚賈揭發，被李斯責問後反過來揭露姚賈實則在宜安之戰得知李牧陷阱卻知情不報並同時擁有趙、魏、楚、齊等多國間諜的身份，而這也等同招認自己是諜報人員的事實，自認自己不知不覺對韓國產生強大的愛國心，對李斯勉勵一番後分別，最後以被姚賈逼服毒自殺而結束一生。
身故後留下大量生前的著作為贏政日後治國帶來巨大貢獻，並流傳後世。
博王谷
韓軍第二將，十分擅長野戰。
平時駐陣於韓國第二都市「南陽」，秦軍開啟滅韓之戰第一步便是奪取南陽，原本準備開戰，但由於進攻秦軍的數量超越了韓國朝廷的估算(實則部分兵力是平民老人偽裝)而被下令撤離南陽，臨走時心有不甘而大吼。
過去與洛亞完共同被列國稱為「魏趙之凶星」，年輕時便擊退魏火龍吳慶和趙三大天的廉頗，因其戰功極佳而迅速成為將軍，並多次被列國嘗試挖角，但都無果。
秉持著一生保衛韓國的人生信條，因此一生都留守在韓國本土，直到滅韓之戰開始的二十年來都未曾令自身的歷練增長。
滅韓之戰第一戰英呈平原開打時，原欲與洛亞完合謀藉由橫橫之武偷襲李信之餘，趁機帶領手下精兵孤立李信並進行圍剿，雖然成功將李信一度將逼入窘境，但被飛信隊的一眾菁英解圍，隨後與李信單挑，並以保衛韓國的氣量試圖將對方打倒，之後見到飛信隊等人拿出了從南陽百姓給予他們祈求平安的南陽石以及李信聲稱將"背負全中華人民的信念"來展開戰鬥的發言後，內心產生了動搖，即便如此也仍舊不服李信的信念而豁出全力戰鬥，雖然曾在戰前被洛亞完告知若見苗頭不對就先行撤離，但最終不能接受在李信面前退縮而被斬殺。

## 楚國
春申君
配音：內田夕夜（日本）
楚國宰相，「戰國四公子」最後一人，嘴巴惡毒。
因為楚國被推為縱約長，而被李牧推舉為合縱軍總指揮。函谷關大戰後段，主張懲罰背叛合縱軍的齊。
因合縱軍攻秦失利被追究責任而被楚王疏遠。
楚王駕崩後被李園派人暗殺身亡。
汗明
配音：田中美央（日本）
楚國將軍，別名「楚的巨人」，曾擊敗意圖入侵的秦六將之一的王齕。合縱軍--楚軍的總大將。
函谷關大戰第一天原本要以盟主軍負責宣佈開戰，但被麃公的突擊給打斷。決戰時，親自出戰與蒙武決鬥，但最後在殺傷蒙恬後，被蒙武擊斃。
臨武君
配音：安元洋貴（日本）
楚國將軍。同時擁有怪力與卓越的戰鬥能力，對在楚國成為將軍相當自負，鄙視其他六國以戰功升任的制度。項翼與白麗的上司，合縱軍--楚軍第一軍的大將。
在氾斗平原遇到騰軍阻擊時將同金一擊斃命，後在函谷關大戰時又擊敗錄鳴未，但被趕到的騰所殺。
項翼
配音：鈴木達央（日本）
楚國千人將。擁有名兵器「莫邪刀」。擅長與白麗一同作戰。
函谷關大戰時，與王賁交戰，但被王賁打到無法接近。決戰日，被媧燐任命為五千將率兵進攻騰軍，並長時間與騰戰得不相上下。
於函谷關之戰後六年再次於什虎之戰出陣，此時已升為將軍。
白麗
配音：上村祐翔（日本）
楚國千人將。中原十弓中排名第三位。姐姐是臨武君的妻子。
函谷關之戰時，射殺想與錄鳴未聯手攻擊臨武君的鱗坊，後又狙擊秦軍，但被蒙恬近距離砍傷。
於函谷關之戰後六年再次於什虎之戰出陣，此時已升為將軍。
媧燐
配音：田中敦子（日本）
楚國的女將軍，楚軍第二軍統帥，但被春申君稱為怪人。
對自己身高問題相當忌諱。稱汗明為大哥。
函谷關大戰時，向本陣建議磨耗秦軍戰力至一定程度後，再一舉將秦軍消滅的「短期的殲滅戰」。
函谷關決戰時，派出戰象攻擊騰軍。後以小隊脫離，並秘密往蒙武軍前進。
因為清楚知道楚軍中沒人能代替汗明而派媧偃去介入汗明與蒙武的對決並襲擊蒙武。又在事前，派出五千精銳潛入並偷襲函谷關後方，但這支五千精銳因王翦軍的出現而遭殲滅。後代替汗明成為楚軍總大將。
最初踏上戰場的原因，是因為想尋找於戰亂中失散的弟弟，憑著自己天生的才勇，最終當上的楚國大將軍
媧偃
媧燐的弟弟。被媧燐派去襲擊蒙武背後但被蒙恬阻止。
仁凹
配音：中博史（日本）
汗明的軍師。
貝滿
配音：三上哲（日本）
汗明的部將兼軍師。
剛魔諸
配音：岩崎征實（日本）
汗明的部將兼軍師。
巴繆
配音：岩田光央（日本）
媧燐的副將。經常被媧燐毆打。
豪德
配音：佐久間元輝（日本）
媧燐身邊的侍衛。
楚考烈王
楚國的大王。
對於汗明、臨武君相繼戰死，楚軍損失慘重，導致拖累戰局一事，認為是「楚國的奇恥大辱」。
想調派項燕前往支援函谷關的戰事，但被廉頗認為是做不到的。
項燕
楚國大將軍，被稱為「楚國的猛虎」。汗明曾在其麾下，汗明對之非常尊敬。戰國末期楚國大將軍，是抗秦將領項梁之父，西楚霸王項羽的祖父。在秦滅楚之戰中，項燕曾大敗秦將李信，但不久之後被王翦擊破，兵敗自殺。項燕為項羽的親爺爺
李園
配音：咲野俊介（日本）
春申君門下的食客，也是下令謀殺春申君的元兇。於春申君死後向媧燐提出一同合作擔當宰相的建議。
滿羽
楚國將軍，什虎城城主，從前是淚國的大將軍。
生性好戰，疑似有裸身的怪癖。
在舊國時期打倒了所有入侵國家的楚國將軍,但在楚國實施反間計之下遭到祖國人民的背叛,最後只能投降楚國。
在蒙武身上看到自己曾經的樣子,所以對其有某種堅持。
千斗雲
楚國將軍，從前是歷國的大將軍。
生性好戰，疑似有裸身的怪癖。
在舊國時期打倒了所有入侵國家的楚國將軍,但在楚國實施反間計之下遭到祖國人民的背叛,最後只能投降楚國。
壽胡王
滿羽的軍師，從前是某滅亡國家的王族兼大軍師，曾在荀子門下學習過性惡說。
什虎之戰最後被騰俘虜，在告知蒙武跟騰等人滿羽等什虎將領們的經歷後，已無生存慾望，但仍被騰勸降。
玄右
楚國將軍，從前是某滅亡國家的大將軍。

## 齊國
王建王
配音：高塚正也（日本）
齊國的大王，本名田建，田氏齊第八代王，有吃蛇的怪癖。
原本因李牧許諾瓜分秦國土地而答應參與合縱軍，但軍隊還未進秦便受到蔡澤許諾加倍奉獻土地，因而以重病為由召回齊軍。
在秦攻佔鄴後，只因秦國用兩倍的價錢來向他們購買糧食並用水運運送糧食到鄴，使佔據鄴而幾乎快斷糧的秦軍獲得生機
后勝
齊國大臣。
合縱軍攻秦失敗而轉向齊國饒安發兵時，曾感到擔憂。
岩茂
齊國將軍。
合縱軍集結時，原作為齊軍總大將率五萬大軍前往秦國，後來王建王與蔡澤講和而被召回。
顏聚
齊國將軍。
田赫
齊國將軍。

## 蚩尤族
擁有千年以上的歷史。繼承「蚩尤」名號的人都是女性，也僅有蚩尤能出外。
蚩尤一族各個氏族推派兩名代表，藉由「儀式」彼此互相戰鬥、廝殺，直到僅剩最後一名生存者為止。
羌象
配音：吉田小百合（第1季）→齋藤千和（第3季）（日本）
羌族代表，與羌瘣是青梅竹馬。
因為不想和羌瘣戰鬥，而用迷香將羌瘣迷昏。結果在「儀式」中被其他氏族的代表圍攻，最後氣力用盡而死在幽連的劍下。
曾經為了能打敗羌瘣而獨自挑戰「魄領之禁」，最後也因為羌瘣而恢復意識。
羌識
羌族的新任代表。
羌禮的姐姐，在幽連死亡的消息傳到蚩尤各部落後開始了選拔儀式，廝殺到最後被禮刺穿重傷，將活下去的希望託付給禮後死去。
羌禮
羌族的新任代表。
羌識的妹妹，在幽連死亡的消息傳到蚩尤各部落後開始了選拔儀式，廝殺到最後僅剩自己跟識活下來感知到識的殺意而還擊，未料對方竟收住攻擊使自己的劍直接貫穿識，導致識死亡，因而精神崩潰，並意圖要報復將幽連殺死間接導致儀式開始的羌瘣，於攻趙期間加入飛信隊，並肆無忌憚的殺戮敵人引發崇原和干斗等人的反感，被羌瘣揭發意圖後與之戰鬥，後來被羌瘣說服想起了禮生前的遺願後才終於放開憎恨，與飛信隊眾人和解後才正式得到認可。
幽連
配音：岡田榮美（第1季）→小山茉美（第3季）（日本）
幽族代表，羌瘣的仇人。
在「儀式」中，與各族代表先聯合殺死羌象。在其他對手被羌象擊敗後殺了羌象，隨後殺了一同參與「儀式」的自己的親妹妹，成為新任蚩尤。
成為蚩尤之後人格也隨之崩潰。原本被魏王所有，但後來被魏王流放，之後在趙國深山中居住並與趙王有一定聯繫。
故意放出消息讓羌瘣找到她，不僅帶人圍剿羌瘣，還另派一隊人去襲擊羌明。
最後被羌瘣打敗，臨死認為「下任蚩尤一定會以取羌瘣性命為目標」。死後屍體被羌明藏起來。
羌明
配音：片貝薰、藤田麻美（年輕時）（日本）
15歲時參加過「儀式」，當時自以為自己是最強的，但看過其他支族的代表後在「儀式」的前一晚逃走。後來被追殺時反殺掉了七名追殺者，並與第八人達成「在外界替羌族賣命一生可免一死」的交易。後來成為在外界的羌族一團人的團長。
向羌瘣透露羌象出生時還在羌族的村子裡面。
在羌瘣得到幽連的情報離開後，遭遇到幽連派去的人襲擊，雖然得以脫身但也受了傷。
戰鬥結束後受羌瘣所託，將幽連的屍體藏起來。隨後扶著傷痕累累、體力不支的羌瘣離開。

## 刺客集團

### 朱凶
擁有200年的暗殺歷史。原本是侍奉「蚩尤」的一族。
燕呈
朱凶一族的族長。看見羌瘣與李信對戰時沒有將李信殺死而對羌瘣產生質疑，但後來見識到擊敗刺客集團「號馬」的劍法後，表示想為羌瘣效力，但是被羌瘣拒絕。

### 堅仙
擅長使用暗器的刺客集團，衣服與鞋子裡都藏有利刃。但派出刺殺秦王的成員在到達政的寢室前，全被李信給殲滅。

### 赫力
被羌瘣用劍殺死